# BattleTech

Battletech Logo (älter)

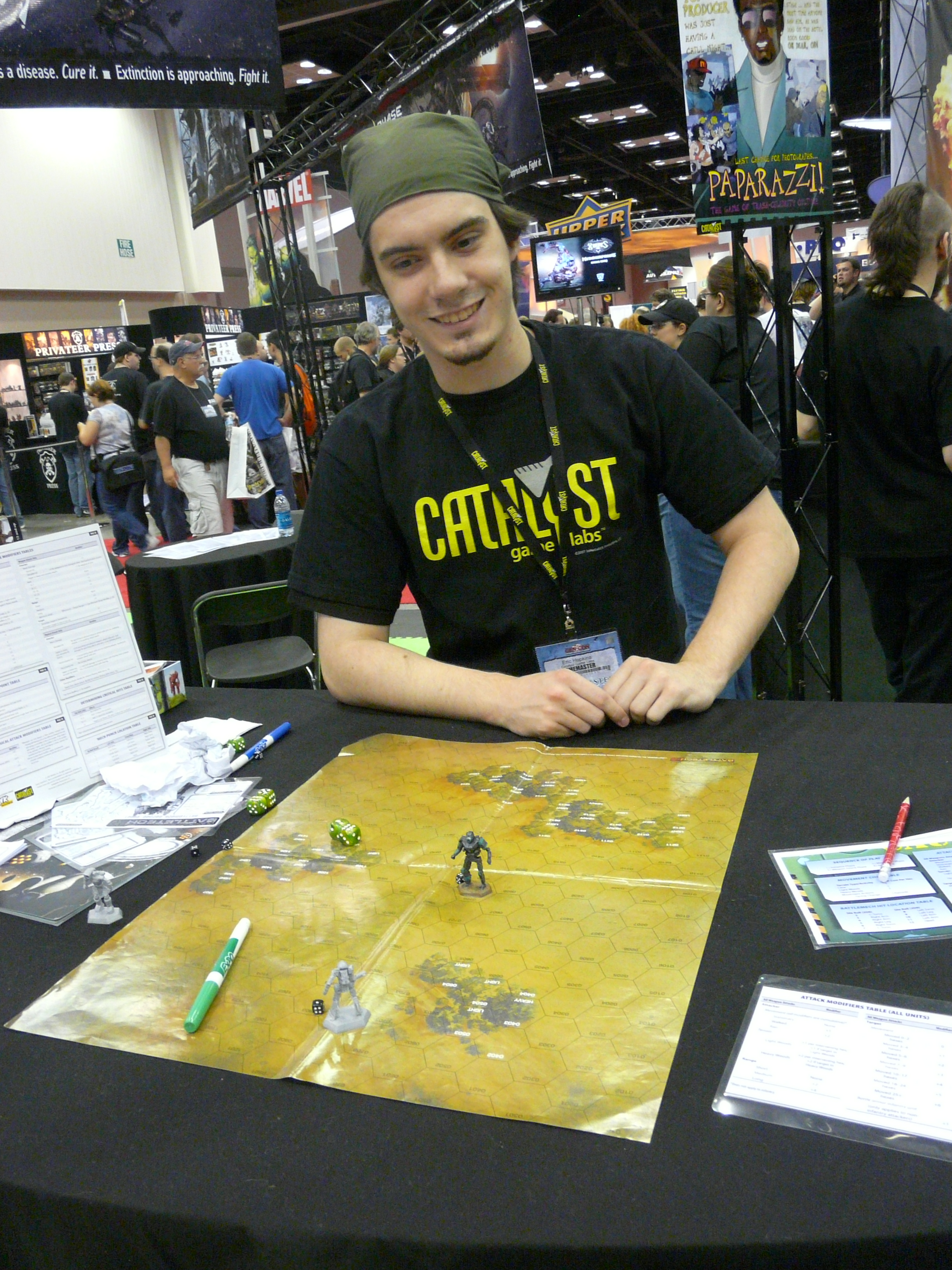
Classic BattleTech (1985) auf der Gen Con 2008

BattleTech (MechWarrior) ist ein Military-Science-Fiction-Brettspiel, Kriegsspiel und Rollenspiel (entwickelt von FASA, an WizKids verkauft, Lizenznehmer für Classic Battletech: ehemals FanPro LLC, seit 2008 Catalyst Game Labs, Entwicklung und Vertrieb von MechWarrior: Dark Age: WizKids, deutsche Version von 2011 bis April 2023 bei Ulisses Spiele). BattleTech simuliert die Kriegsführung in einer fiktiven Zukunft, in welcher spezielle Kampfmaschinen, die sogenannten BattleMechs, zu den primären Kriegsgeräten gehören und auch im Mittelpunkt fast aller Geschichten stehen.
Heute basieren mehrere Computerspiele auf diesem gleichnamigen Brettspiel, außerdem eine Zeichentrickserie, eine Roman-Serie und mehrere (Spezial-)Bücher (mit technischen Zeichnungen und Bauplänen sowie Informationen zur Hintergrundgeschichte und mehr).

## Geschichte
Die erste Ausgabe des Spiels hieß BattleDroids, wurde aber schnell zu BattleTech umbenannt, sehr wahrscheinlich aus Angst bzw. Bedenken vor Klagen der Lucasfilm Ltd., die sich die Markenrechte auf die Bezeichnung „Droid“ generell gesichert hatten. Allerdings kam es in den 1990er Jahren zu einem Rechtsstreit zwischen FASA und Playmates sowie Harmony Gold bezüglich der Urheberrechte an verschiedenen Bildern aus der Robotech/Macross-Serie. FASA verwarf alle aus dieser Serie geborgten oder lizenzierten Bilder und nutzte fortan nur noch Bilder der eigenen Designs. Dies führte zu der Entstehung der sogenannten „Unseen“-Mechs. Es handelte sich dabei um die damals bekannteren Mechdesigns wie Marodeur, Kriegshammer, Feuerfalke, Wespe usw. Später wurden sie im Rahmen des sogenannten „Projekt Phoenix“ als „Reseen“-Mechdesigns mit neuen Werten, Grafiken und Miniaturen wieder zum Leben erweckt. Vor kurzem wurden erneut zehn offizielle Designs und zwei Fantech-Varianten aus Angst vor einem erneuten Rechtsstreit mit Harmony Gold aus dem Programm genommen. Diese wurden aber mittlerweile mit neuen Grafiken wieder eingesetzt.
FASA, der ursprüngliche Hersteller von BattleTech, hat den Betrieb eingestellt und sämtliche Rechte an den Hersteller WizKids verkauft. Dieser hat die BattleTech-Entwicklung nun getrennt: Classic Battletech bleibt das „alte“ BattleTech, das „neue“ heißt nun MechWarrior: Dark Age. Ursprünglich sollte der Zusatztitel wegfallen. Da aber der Name MechWarrior gleichzeitig ein Rollenspiel und der Titel für eine erfolgreiche Computerspieleserie ist, beugt er Verwirrung vor.

## Classic BattleTech
Das klassische Spiel BattleTech (heute Classic BattleTech) ist ein Tabletop-Spiel. Auf großen, hex-gerasterten Landkarten treten Plastik- oder Zinnfiguren oder die früheren Editionen des Spiels beiliegenden Pappaufsteller der zwei Spieler (oder Teams) gegeneinander an. Jeder Spieler hält auf Datenbögen den Zustand seiner BattleMechs fest. Der Kampf wird mit zwei sechsseitigen Würfeln ausgetragen und erfolgt rundenweise.
Neben BattleMechs können Infanterie, Artillerie, Luft-/Raumjäger, Hubschrauber, Senkrechtstarter, Landungsschiffe, Raumschiffe, Fahrzeuge, Schiffe und eigenkreierte Einheiten eingesetzt werden.
Die Komplexität der Regeln kann stufenweise gesteigert werden, um einen höheren Realitätsgrad zu erreichen. Nach Wunsch können so Wettereffekte, besondere Angriffstechniken von Infanterie gegen Battlemechs, Regeln für den Kampf in Städten, weitere Waffenarten und vieles andere ergänzt werden.
Das Spiel ist im Original auf Englisch, wurde aber in verschiedene Sprachen übersetzt (u. a. Deutsch, Französisch und Niederländisch). Besonders verbreitet ist das Spiel in den USA und Europa (insbesondere Deutschland).
Weltweit sind besonders treue Anhänger des Spiels in sogenannten Chaptern jeweils regional zusammengefasst, die sich regelmäßig zum Battletech-Spielen treffen und gegen andere Chapters in Chapterfights antreten.
Chapter sind speziell in Deutschland am verbreitetsten. Dies wurde gefördert durch den hohen Grad an vereinsorganisierten Spielern, wie zum Beispiel in dem offiziellen BattleTech Fanclub Mechforce. Aber auch andere Organisationen wie zum Beispiel Team Trueborn e. V. und MechWorld bieten Anlaufstellen für Chapter an.
Neben diesen organisierten Chaptern findet man in Deutschland auch zahlreiche sogenannte „freie“ Chapter die ohne Vereins- bzw. Organisationsunterstützung ihrem Hobby nachgehen.
Zur Hoch-Zeit von BattleTech in den 1980ern erschienen außerdem hexbasierte Spiele, die sich auf den Luft-/Weltraumkampf (AeroTech bzw. AstroTech) oder den Kampf auf taktischer Ebene konzentrierten (Krieg der Inneren Sphäre, BattleTroops). Letztere Produktlinie wurde jedoch inzwischen eingestellt. Bei all diesen Spielesystemen wurde darauf geachtet, dass sie zum Basisspiel BattleTech kompatibel waren. Man kann sie daher meistens verknüpft spielen, häufig ändert sich nur der Zoomfaktor des Geschehens.

### MegaMek
Das von Fans entwickelte Computerspiel MegaMek simuliert das taktische Battletech-Tabletop-Spiel (Classic BattleTech). Es erlaubt sowohl Kämpfe gegen einen Bot, als auch über rundenbasierte Internet Kämpfe über Java gegen mehrere menschliche Spieler die in verschiedenen Zeitschienen der Inneren Sphäre in entsprechenden Fraktionen spielen. Es existiert hier eine Fan-Gemeinde, deren Mitglieder sich in BattleTech-Internetforen treffen und regelmäßig gegeneinander antreten. MegaMek wird von ehrenamtlichen Programmierern fortlaufend als Freie Software weiterentwickelt und regelmäßig wird eine neue, stabilere Version mit mehr Features zum Herunterladen angeboten. Mit MekHQ gibt es des Weiteren einen Einheiten-Editor für MegaMek.
Mit MekWars (vormals „MegaMekNet“) steht außerdem eine Multiplayer-Kampagnen-Software bereit, die eine strategische Ebene ergänzt und mit MegaMek zusammenarbeitet. Hierbei kommandiert man eine Anfangs vom Zufall bestimmte Grundauswahl an Mechs einer Zeitschiene, erobert Planeten, Fahrzeuge, Infanterie sowie natürlich gegnerische Mechs in großer Variantenzahl. Produktion, Pilotenentwicklung, Szenarien und Landschaften sind dynamisch und stellen eine präzise Umsetzung des bekannten BattleTech-Universums dar. Nach dem Abschluss einer Kampagne erfolgt ein dynamischer Reset der 2000 spielbaren Planeten.

### Eigenbauten und Spielbalance
Es existieren für alle verfügbaren Truppentypen Konstruktionsregeln, nach denen man selbst Mechs, Panzer usw. konstruieren kann. Zur Vereinfachung gibt es umfangreiche Programme zu kaufen, mit denen man am PC in aller Schnelle konstruieren kann. Es gibt auch Freeware-Programme, die zwar meist nicht so aktuell und nicht so komfortabel sind aber in den meisten Fällen ausreichen. In BattleTech-Internetforen gibt es implizite Wettbewerbe, einen besonders phantasievollen und dennoch praktischen Mech/Panzer zu konstruieren, oder ein bereits bestehendes Modell zu verbessern. Gewisse besonders effektive Waffenkombinationen (z. B. Pulslaser + Zielcomputer) sind dabei als unelegant verpönt.
Um sicherzustellen, dass alle Parteien mit etwa gleich starken Kräften antreten, besitzt jede Einheit einen Battle-Value (BV). Der Battle-Value einer Einheit wird aus den Battle-Value-Werten ihrer Komponenten (Reaktor, Panzerung, Waffen...) additiv errechnet. Der Schützen- und der Pilotenwert des zugewiesenen (rollenspieltechnischen) Piloten werden über einen Multiplikator (aus einer Tabelle) eingerechnet.
Es gibt bei Classic BattleTech drei verschiedene Technologie-Level, in Dark Age kommen zwei weitere hinzu. Jeder Technologie-Level repräsentiert eine Ära in der fiktiven Hintergrundgeschichte von BattleTech und beinhaltet Waffen ähnlicher Qualität. Mit steigendem Technologie-Level steigt die Qualität (Schaden, Reichweite...) der Waffen, allerdings auch der Battle-Value, den ihre Installation einbringt. Die meisten Gefechte haben eine BV-Obergrenze bis zu der eine Partei jeweils Truppen auswählen darf. Hochgezüchtete Konstruktionen mit modernster Ausrüstung kosten also eventuell so viel BV, dass der Spieler bei seinen anderen Truppen unverhältnismäßige Abstriche machen muss.

## MechWarrior: Dark Age
MechWarrior: Dark Age ist ähnlich wie Classic BattleTech ein Science-Fiction-Tabletop. Diese Variante rückt das Spiel mit sammelbaren BattleMech- und Fahrzeug-Miniaturen in den Vordergrund. Diese werden ähnlich den Sammelkartenspielen wie etwa Magic: The Gathering in zufällig zusammengesetzten Packungen (Boostern) vertrieben. Das ebenfalls von WizKids stammende Produkt Mage Knight funktioniert ebenfalls nach diesem Prinzip.

## Spielprinzip
Gespielt wird auf einem hexagonalen Raster, das ein Gelände darstellt. Manche Hex-Elemente können Eigenschaften wie Wald, Straße oder Sumpf enthalten, die sich auf Sichtweite, Bewegung und Treffsicherheit auswirken können. Es gibt auch verschiedene Höhenstufen, sodass sich Hügel und Schluchten bilden, die man benutzen kann, um sich zu verstecken oder sich anzupirschen.
Alle Mechs/Fahrzeuge/Flugzeuge/Raumschiffe sind in mehrere Sektionen unterteilt, die die Motorik-, Elektronik- und Waffenkomponenten enthalten. Jede Sektion besitzt einen Panzerungs- und einen Strukturwert. Sobald die Panzerung zerstört ist, werden interne Komponenten und Struktur angegriffen. Die Zerstörung gewisser Sektionen führt zur Zerstörung des kompletten Fahrzeugs.
Jede Einheit besitzt einen Schützenwert und einen Pilotenwert (bei Infanterie: Anti-Mech-Skill). Der Schützenwert beeinflusst die Trefferchance. Der Pilotenwert bestimmt, ob ein Pilot in schwierigem Gelände oder bei Stolpern den Mech aufrecht halten kann. Niedrige Werte sind von Vorteil.
Die Waffen unterscheiden sich in Reichweite, Schaden, erzeugter Abwärme, verfügbarer Munition und/oder Treffer-Boni/Mali.
Gewürfelt wird immer mit zwei Würfeln, deren Ergebnisse addiert werden.
Classic BattleTech
Alle Spieler stellen abwechselnd ihre Einheiten in dem Teil des Spielfelds auf, der ihnen zugeteilt wurde. Die Reihenfolge wird dabei durch Würfeln ermittelt. Derjenige mit dem niedrigsten Wurf fängt an.
Jede Runde beginnt mit dem Initiativwurf. Derjenige mit dem niedrigsten Wurf fängt in allen Phasen der Runde an.
Danach kommt die Bewegungsphase. Jeder Spieler zieht abwechselnd eine seiner Einheiten. Jede Einheit hat ein eigenes Bewegungsprofil. Die verfügbaren Bewegungspunkte sind unterteilt: Sobald man eine gewisse Menge verbraucht („laufend“ im Vergleich zu „gehend“), sinken die Trefferchancen für Schütze und Ziel.
In der Feuerphase feuern die beiden Spieler abwechselnd aufeinander: Für jedes Waffensystem jeder Einheit wählt man ein gegnerisches Ziel (falls es in Schussweite ist) und erklärt einen Schuss. Wenn man auf mehrere Ziele feuert, sinkt die Trefferchance stark ab. Für jeden Schuss wird ein Trefferwurf durchgeführt: Schützenwert, Reichweiten- und sonstige Mali werden addiert. Diese Zahl muss mit dem Würfelwurf mindestens erreicht werden, um zu treffen. Falls getroffen wurde, wird mit einem weiteren Wurf festgestellt, welche Sektion(en) getroffen wurden.
Danach werden alle Schusswechsel parallel ausgewertet und Beschädigungen notiert. Falls ein Mech zu viel Schaden hat einstecken müssen, muss er einen Würfelwurf schaffen, um nicht umzufallen.
Dann kommt die Nahkampfphase. Mechs können Gegner in Reichweite mit Schlägen und Tritten beharken.
Zuletzt kommt die Hitzephase. Hier wird errechnet, wie viel Abwärme jede Einheit erzeugt und abgeführt hat. Überschüssige Hitze wird in die nächste Runde mitgenommen. Zu viel Hitze kann negative Effekte haben, wie weniger Bewegungspunkte, schlechtere Trefferchancen bis hin zu Munitionsexplosionen (schwere interne Schäden) und Reaktor-Notabschaltung (Einheit ist eine Runde lang wehrlos).
Das Spielende kann nahezu beliebig definiert werden. Meist geht es darum, alle gegnerischen Kräfte zu vernichten, oder zu einer Flucht vom Spielfeld zu zwingen. Die Spieldauer beträgt normalerweise zwischen 10 und 30 Runden (je nach Gelände, Truppen und Geschick der Spieler).

## Produktlinie

### Tabletop
- BattleTech beziehungsweise heute Classic BattleTech (das Originalspiel)

- MechWars – Kampf um die Innere Sphäre (1994, dt. Titel der engl. Version The Succession Wars, 1987)

- MechWarrior CTCG (Sammelkartenspiel von Wizards of the Coast)

- BattleTech (Buchreihe), existiert praktisch seit Beginn der BattleTech-Saga

- MechWarrior: Dark Age und MechWarrior: Age of Destruction (Sammelminiaturenspiel von WizKids)

- MechWarrior (Pen-&-Paper-Rollenspiel; Titel der Ur-Edition war BattleTech RPG, einschließlich diesem gab es zwischen 1985 und 1999 vier Editionen)

- Classic BattleTech RPG (Neuauflage des MechWarrior-RPG) und 2010 dessen Nachfolger BattleTech: A Time of War (siehe Website von Catalyst Games)

### Computerspiele
| Jahr | Titel                                     | Plattform                                                  | Genre                    | Entwickler                    | Publisher             | Anmerkung                                                                                                  |
| ---- | ----------------------------------------- | ---------------------------------------------------------- | ------------------------ | ----------------------------- | --------------------- | --- |
| 1988 | BattleTech: The Crescent Hawk’s Inception | Amiga, Apple II, Atari ST, C64, DOS                        | Rollenspiel              | Westwood Associates           | Infocom               | |
| 1989 | MechWarrior                               | DOS, PC-98, Sharp X68000                                   | Simulation, Actionspiel  | Dynamix                       | Activision            | |
| 1990 | BattleTech: The Crescent Hawks’ Revenge   | DOS                                                        | Echtzeit-Strategie       | Westwood Associates           | Infocom               | |
| 1991 | Multiplayer BattleTech: EGA               | DOS                                                        | MMO                      | Kesmai                        | Kesmai                | |
| 1993 | MechWarrior                               | SNES                                                       | Simulation, Actionspiel  | Beam Software                 | Activision            | |
| 1994 | MechWarrior 3050                          | SNES, Mega Drive                                           | Actionspiel              | Malibu Interactive            | Activision            | in den USA als Battletech erschienen                                                                       |
| 1995 | MechWarrior 2: 31st Century Combat        | DOS, Mac OS, PlayStation, Sega Saturn, Windows             | Simulation, Actionspiel  | Activision                    | Activision            | auch in Spezialversionen für die Grafikkarten Matrox Mystique, Diamond Monster und Rage II veröffentlicht. |
| 1995 | Mechwarrior 2: Ghost Bear’s Legacy        | DOS, Windows                                               | Simulation, Actionspiel  | Activision                    | Activision            | Add-on zu Mechwarrior 2                                                                                    |
| 1996 | Mechwarrior 2: Mercenaries                | DOS, Windows                                               | Simulation, Actionspiel  | Activision                    | Activision            | allein lauffähiges Add-on zu Mechwarrior 2                                                                 |
| 1996 | Multiplayer BattleTech: Solaris           | Windows                                                    | MMO                      | Kesmai                        | Kesmai                | |
| 1998 | MechCommander                             | Windows                                                    | Echtzeit-Strategie       | FASA Studio                   | Microprose            | |
| 1999 | MechWarrior 3                             | Windows                                                    | Simulation, Actionspiel  | Zipper Interactive            | Microprose            | |
| 1999 | MechWarrior 3: Pirate’s Moon              | Windows                                                    | Simulation, Actionspiel  | Zipper Interactive            | Microprose            | Add-on zu Mechwarrior 3                                                                                    |
| 2000 | MechWarrior 4: Vengeance                  | Windows                                                    | Simulation, Actionspiel  | FASA Studio                   | Microsoft             | |
| 2001 | MechWarrior 4: Black Knight               | Windows                                                    | Simulation, Actionspiel  | Cyberlore Studios             | Microsoft             | Add-on Mechwarrior 4                                                                                       |
| 2001 | MechCommander 2                           | Windows                                                    | Echtzeit-Strategie       | FASA Studio                   | Microsoft             | 2006 wurde der Quellcode als Shared Source freigegeben                                                     |
| 2001 | Multiplayer BattleTech: 3025              | Windows                                                    | MMO                      | Kesmai                        | Electronic Arts       | Nach der Beta-Phase eingestellt                                                                            |
| 2002 | MechWarrior 4: Mercenaries                | Windows                                                    | Simulation, Actionspiel  | FASA Studio Cyberlore Studios | Microsoft             | allein lauffähiges Add-on zu Mechwarrior 4                                                                 |
| 2002 | MechWarrior 4: Inner Sphere ’Mech Pack    | Windows                                                    | Simulation, Actionspiel  | Cyberlore Studios             | Microsoft             | Erweiterung für Mechwarrior 4: Vengeance und Mercenaries                                                   |
| 2002 | MechWarrior 4: Clan ’Mech Pack            | Windows                                                    | Simulation, Actionspiel  | Cyberlore Studios             | Microsoft             | Erweiterung für Mechwarrior 4: Vengeance und Mercenaries                                                   |
| 2002 | MechAssault                               | Xbox                                                       | Actionspiel              | Day 1 Studios                 | Microsoft             | |
| 2004 | MechAssault 2: Lone Wolf                  | Xbox                                                       | Actionspiel              | Day 1 Studios                 | Microsoft             | |
| 2006 | MechAssault: Phantom War                  | Nintendo DS                                                | Actionspiel              | Backbone Entertainment        | Majesco Entertainment | |
| 2012 | MechWarrior: Tactical Command             | iOS                                                        | Echtzeit-Strategie       | Personae Studios              | Personae Studios      | |
| 2013 | MechWarrior Online                        | Windows                                                    | MMO                      | Piranha Games                 | Piranha Games         | |
| 2018 | BattleTech                                | Linux, macOS, Windows                                      | Rundenbasierte Strategie | Harebrained Schemes           | Paradox Interactive   | |
| 2018 | BattleTech: Flashpoint                    | Linux, macOS, Windows                                      | Rundenbasierte Strategie | Harebrained Schemes           | Paradox Interactive   | DLC zu BattleTech                                                                                          |
| 2019 | BattleTech: Urban Warfare                 | Linux, macOS, Windows                                      | Rundenbasierte Strategie | Harebrained Schemes           | Paradox Interactive   | DLC zu BattleTech                                                                                          |
| 2019 | BattleTech: Heavy Metal                   | Linux, macOS, Windows                                      | Rundenbasierte Strategie | Harebrained Schemes           | Paradox Interactive   | DLC zu BattleTech                                                                                          |
| 2019 | MechWarrior 5: Mercenaries                | Windows, PlayStation 4/PlayStation 5, Xbox One/Xbox Series | Simulation, Actionspiel  | Piranha Games                 | Piranha Games         | |
| 2024 | MechWarrior 5: Clans                      | Windows, PlayStation 4/PlayStation 5, Xbox One/Xbox Series | Simulation, Actionspiel  | Piranha Games                 | Piranha Games         | |

## Die Welt von BattleTech

### Geschichte

#### Vorgeschichte
Die Menschheit, die sich im 21. Jahrhundert zur Terranischen Allianz zusammengeschlossen hatte, hat zu Beginn des 22. Jahrhunderts begonnen, den Weltraum zu kolonisieren. Die riesigen Distanzen sind mit sogenannten Sprungschiffen überbrückbar, die durch den Kearny-Fuchida-Antrieb (benannt nach den Physikern Thomas Kearny und Takayoshi Fuchida, die im frühen 21. Jahrhundert die Grundlagenarbeit geleistet hatten) einen Riss im Raum-Zeit-Gefüge erzeugen und bis zu 30 Lichtjahre weit ohne Zeitverlust „springen“ können. Viele dieser Kolonien lösten sich jedoch im 23. Jahrhundert nach kurzem Kampf von der Terranischen Allianz und wurden unabhängig, während die Allianz im Chaos versank. Im Laufe der Zeit formierten sich bis Mitte des 24. Jahrhunderts mehrere Staaten heraus, die sich teils zu größeren Föderationen zusammenschlossen. Jedoch führte die relative Abgeschnittenheit der Welten voneinander zur Ausprägung eines Neo-Feudalismus. Lehensfürsten herrschen im Namen eines der fünf großen Herrscherhäuser (Haus Steiner / Lyranisches Commonwealth, Haus Davion / Vereinigte Sonnen, Haus Kurita / Draconis-Kombinat, Haus Liao / Konföderation Capella und Haus Marik / Liga Freier Welten) über ihre Untertanen in der „Inneren Sphäre“, einer grob kugelförmigen Weltraumregion mit einem Radius von 300 Lichtjahren um Terra. BattleMech-Piloten sind in dieser Gesellschaft die Helden, die für ihre Fürsten wie mittelalterliche Ritter in den Kampf ziehen.
Daneben existierte bis zum 28. Jahrhundert auch die Terranische Hegemonie (zu den verschiedenen Staaten siehe unten). Sie war der technologisch fortschrittlichste Staat und wurde zu Beginn des 24. Jahrhunderts aus den Resten der Terranischen Allianz von Admiral James McKenna gegründet, der in einem jahrelangen Feldzug mehrere umliegende Welten eroberte. Doch etablierte sich kurz darauf die Familie Cameron an der Macht, deren Mitglieder bald ausnahmslos den Posten des Staatsoberhaupts der Hegemonie, des Generaldirektors, bekleideten (der zunächst noch immer gewählt werden musste). Zwischen diesen sechs Großmächten kam es immer wieder zu Kämpfen (Kombinat gegen die Vereinigten Sonnen, die Hegemonie oder das Commonwealth; die Konföderation Capella gegen die Liga, die Vereinigten Sonnen oder die Terranische Hegemonie), die aber nur kleinere Grenzverschiebungen einbrachten. Mitte des 26. Jahrhunderts hatten sich, auf Initiative der Terranischen Hegemonie, alle großen Häuser zum Sternenbund zusammengeschlossen.
Die Peripherie-Staaten (wie das Magistrat Canopus und das Taurus Konkordat), die weitgehend nichts mit dem Sternenbund zu tun haben wollten, wurden im blutig geführten „Vereinigungskrieg“ (2577–2597) in den Bund gezwungen. Sie erhielten als Territorial-Staaten kein volles Stimmrecht und standen dem Bund auch in der Folgezeit eher ablehnend gegenüber. Der Bund prosperierte in den folgenden Jahrzehnten. Kulturell und technologisch begann das Goldene Zeitalter der Menschheit, wenngleich es auch immer wieder zu Spannungen zwischen den Mitgliedsstaaten kam. Die Stabilität und Sicherheit des Bundes wurden durch eine transnationale Verwaltung und die qualitative sowie quantitative Überlegenheit der Sternenbund-Verteidigungsstreitkräfte garantiert. Die Terranische Hegemonie, die man als „das Herz und die Seele“ des Sternenbundes bezeichnen kann, war vollständig im Bund aufgegangen, wobei nur Mitglieder des Hauses Cameron das Amt des 1. Lords des Sternenbunds bekleideten. Die Streitkräfte der Hegemonie, die als Royal Divisions bezeichnet wurden, unterstanden aber direkt dem 1. Lord in seiner Funktion als Generaldirektor der Hegemonie.
Der Sternenbund zerfiel Mitte des 28. Jahrhunderts. In dieser Zeit herrschte in den Peripherie-Staaten verstärkt Unruhe, es kam zu Terroranschlägen und Revolten. Daraufhin verlegte das Sternenbund-Oberkommando die meisten Einheiten in die Peripherie, wobei die Systeme der Terranischen Hegemonie entblößt wurden. Als Reaktion darauf ordnete der 1. Lord Richard Cameron an, dass Einheiten aus der Republik der Randwelten, deren Herrscher Stefan Amaris der engste Vertraute Richards war, in die Hegemonie verlegt wurden. Es war jedoch Amaris, der die Aufstände finanziert hatte. Im Dezember 2766 ließ er Richard Cameron samt dessen Familie in einem groß angelegten Staatsstreich töten. Loyale terranische Einheiten wurden unter anderem durch den Einsatz von Nuklearwaffen ausgeschaltet. In der Terranischen Hegemonie begann eine jahrelange Schreckensherrschaft.
Aleksandr Kerensky, der Oberbefehlshaber der Sternenbund-Verteidigungsstreitkräfte, die in der Peripherie in einen von Amaris geschürten Partisanenkampf gegen die aufständischen Randstaaten verwickelt waren, brachte Amaris dann in einem blutig geführten Feldzug zu Fall. Nachdem Sternenbund-Truppen zuerst die Republik der Randwelten erobert hatten, begann 2772 die Befreiung der Hegemonie, die im Herbst 2779 mit der Eroberung Terras endete. Kerensky ließ Amaris und seine Familie hinrichten. Haus Cameron existierte jedoch nicht mehr, und auch die anderen Hausfürsten waren mehr auf ihren eigenen Vorteil bedacht, sodass der Sternenbund zerbrach.
Das letzte Treffen der Hausfürsten im Namen des Sternenbunds fand im August 2781 statt. Kerensky war nicht gewillt, den Sternenbund mit Gewalt wiederherzustellen und verließ daraufhin 2784 mit einem Großteil seiner Streitkräfte die Innere Sphäre. Die Herrscher der Staaten, die im Sternenbund vereint waren, beanspruchten 2786 alle für sich den Titel des Ersten Lords. Die Terranische Hegemonie (deren Streitkräfte im Amaris-Krieg vernichtet wurden oder sich anschließend weitgehend Kerensky anschlossen) wurde unter den Hausfürsten aufgeteilt, ebenso wie die Reste der zurückgebliebenen Sternenbundtruppen (etwa 20 %) sich einem der großen Häuser anschlossen oder zu Söldnern wurden.

#### Die Nachfolgekriege
Aus der Unfähigkeit der großen Häuser, eine Einigung zu erzielen, entstanden schließlich die sogenannten Nachfolgekriege. Die Jahrhunderte gegenseitiger Kriege um die Erlangung der Vorherrschaft – in den ersten Kriegen auch mithilfe von ABC-Waffen – über den gesamten von Menschen bewohnten Weltraum konnten keinem der Herrscherhäuser einen entscheidenden Vorteil verschaffen. Die Wiedererrichtung des Sternenbundes erscheint ferner als je zuvor. Das Wissen um viele Technologien ging während der endlosen Kämpfe zwischen den Herrscherhäusern verloren (LosTech); selbst BattleMechs und die unersetzlichen Sprungschiffe können nur noch auf wenigen Welten produziert werden, die Kenntnisse zum Bau hoch entwickelter Systeme wie Kampfraumschiffe ging hingegen völlig verloren. Die Ares-Konvention (verabschiedet bereits im 25. Jahrhundert) sorgte für einen zusätzlichen Schutz von Menschenleben und Technologie, verharmloste aber gleichzeitig die Schrecken des Krieges.
Die Staaten, die in diesen Konflikten gegeneinander kämpften (und kämpfen), werden als die Nachfolgestaaten bezeichnet, obwohl sie alle bereits vor der Gründung des Sternenbundes existierten. Sie erinnern in ihren Strukturen und der Organisation an die Monarchien aus vergangenen Tagen, auch zu vergleichen mit den Verhältnissen aus Frank Herberts Dune. Diese Staaten entstanden aus wirtschaftlichen Allianzen, die schließlich zu politischen wurden. Es gibt keinen Staat, dessen Bevölkerung nur aus einer Nationalität besteht, es ist aber fast immer eine Nationalität vorhanden, die dominant ist, sowohl im kulturellen wie auch im quantitativen Sinne der Bevölkerung gesehen (Konföderation Capella: hauptsächlich Chinesen und eine starke russische Bevölkerungsgruppe; Draconis-Kombinat: hauptsächlich Japaner und Skandinavier im Militärdistrikt Rasalhaag; Vereinigte Sonnen: hauptsächlich Angloamerikaner; Lyranisches Commonwealth: hauptsächlich Deutsche und Bevölkerung von den britischen Inseln; Liga Freier Welten: sehr stark gemischt, unter anderem aus dem Mittelmeerraum, Osteuropa, Indien).
In den Nachfolgekriegen konnte jedoch keines der großen Häuser einen wirklichen Vorteil erringen, auch wenn etwa die Konföderation Capella oder das Commonwealth größere Gebietsverluste zu beklagen hatten. Bereits der 1. Nachfolgekrieg (2786 bis 2821) wurde mit großer Brutalität und Massenvernichtungswaffen geführt. Haus Davion plante eine großangelegte Invasion der Konföderation Capella, wurde jedoch selbst vollkommen überrascht, als starke Verbände Haus Kuritas fast bis nach New Avalon vorstoßen konnten und auf Kentares IV das berühmte Kentares-Massaker anrichteten, mit über 50 Millionen Toten. Zuvor hatte das Kombinat bereits das Lyranische Commonwealth erfolgreich angegriffen, welches wiederum eine Invasion von Liga-Welten durchführte und viele Systeme der zerfallenen Republik der Randwelten annektierte. Liga-Truppen unter Kenyon Marik errangen andererseits Erfolge gegen die Capellaner; die Liga war dabei so erfolgreich, dass gescherzt wurde, Kenyon Marik würde seine Ziele durch das Werfen von Pfeilen auf einer Sternenkarte aussuchen. Der Verlust an Menschenleben war schockierend, noch fataler erwies sich jedoch der technologische Verlust.
Im 2. Nachfolgekrieg (2830 bis 2864), ausgelöst durch Haus Kuritas Angriffe auf die Häuser Steiner und Davion, machte sich der rapide technologische Verfall stark bemerkbar; so wurden zum letzten Mal Kampfraumschiffe eingesetzt. Haus Davion konnte capellanische Welten einnehmen, erlitt jedoch dabei hohe Verluste und verlor auch Welten an Kurita. Die Liga gewann in einer inoffiziell als „La Reconquista“ bezeichneten Operation mehrere an das Commonwealth und die Konföderation verlorene Welten zurück. Haus Kurita verhöhnte die Steiners, indem das tödliche Duell zweier Brüder, beide lyranische Kommandeure der 4. Royal Guards Haus Steiners, aufgenommen und an den regierenden Archon geschickt wurde. Dieser reagierte, indem der lyranische Geheimdienst eine Deep-Cover-Agentin am Kurita-Hof aktivierte und diese 2850 Koordinator Yoguchi ermordete, auf dessen Leiche das Regimentsabzeichen der 4. Guards zurückgelassen wurde. Der Krieg endete mit einem Unentschieden, nachdem es Kombinats-Truppen nicht gelang, die Waffenschmiede Haus Steiners, Hesperus II, zu erobern.
Der sich lange auf kleiner Flamme hinziehende 3. Nachfolgekrieg (2866 bis 3025) war vom weiteren Technologieverlust und einer verstärkten Neo-Feudalisierung geprägt. Allerdings bemühten sich die meisten Parteien, noch vorhandene vitale Industrien möglichst zu schonen. Haus Kurita konzentrierte sich im Wesentlichen auf das Commonwealth, während die Capellaner an allen Fronten gegen Liga und Davion in die Defensive gerieten.
3028 brach der bis 3030 andauernde 4. Nachfolgekrieg aus. Es gelang dem Lyranischen Commonwealth und den Vereinigten Sonnen (die ein durch Heirat besiegeltes Bündnis miteinander geschlossen hatten und wenig später zum Vereinigten Commonwealth verschmelzen sollten), ihren Gegnern empfindliche Verluste zuzufügen: Die Konföderation Capella verlor beinahe die Hälfte ihrer Welten, die Liga und vor allem das Kombinat wurden geschwächt.
Im Anschluss daran kam es durch die Entdeckung eines intakten Sternenbund-Datenspeichers zu einer kleinen technischen „Renaissance“. Der Krieg des Vereinigten Commonwealths gegen Haus Kurita im Jahr 3039 endet mit der erfolgreichen Verteidigung des Kombinats, das im Geheimen Unterstützung durch ComStar erhielt. Der Orden hatte sich schon zuvor heimlich in die Politik der Nachfolgestaaten eingemischt und verfolgte stets eigene Ziele.
Etwa zu diesem historischen Zeitpunkt begannen die ersten BattleTech-Hintergrundgeschichten.

#### Die Clan-Invasion
In diesen Zustand eines relativen Kräftegleichgewichts stießen im Jahre 3050 die Clans, Nachfahren der alten Sternenbundarmee (siehe unten). In ihrer Jahrhunderte langen Abwesenheit haben sie eine Gesellschaft entwickelt, die nur auf den Krieg ausgerichtet war, z. B. wurde die DNS besonders verdienstvoller Krieger kombiniert (es existierten ursprünglich 800 sogenannte Blutnamen), um neue Soldaten zu erzeugen. Außerdem haben die Clans im Gegensatz zu den Staaten der Inneren Sphäre ihre Technik aus dem goldenen Zeitalter erhalten und weiterentwickelt.
Mit dieser weit überlegenen Technik und Piloten schlugen die Clans auf brutale Weise eine Schneise der Verwüstung durch die peripheren Welten der Nachfolgestaaten mit dem Ziel, Terra, die Wiege der Menschheit und Sitz der quasi-religiösen Organisation ComStar (die die interstellare Kommunikation kontrollierte), für sich einzunehmen und so einen neuen Sternenbund zu errichten. Betroffen davon waren die lyranischen Systeme des Vereinigten Commonwealths, die Republik Rasalhaag (die fast komplett erobert wurde) und das Kombinat.
ComStar wollte Terra aber nicht aufgeben und bot 3052 eine Entscheidungsschlacht auf dem dünn besiedelten Planeten Tukayyid an. Die besten Truppen aller (inzwischen sieben) Invasionsclans traten gegen die ComGuards an, die Privatarmee ComStars, die über 50 Mech-Regimenter sowie unterstützende Panzer und Luft-/Raumjäger aus der Sternenbundzeit aufbieten konnte. Die Clans sollten im Falle eines Sieges Terra erhalten, im Fall einer Niederlage mussten sie einen 15-jährigen Waffenstillstand einhalten. In wochenlangen, beiderseitig blutigen Gefechten siegten die ComGuards, die von Anastasius Focht (alias Frederick Steiner, einem brillianten lyranischen General, der im 4. Nachfolgekrieg in Kurita-Gefangenschaft geraten war und später ComStar beitrat) geschickt kommandiert wurden.
Nach der Rückkehr von Tukayyid erfuhr Focht von den politischen Attentatsplänen (Operation Scorpion) der Führerin ComStars, Myndo Waterly, und tötete sie. ComStar selbst wurde in der Folgezeit von Focht und der neuen Prima Sharilar Mori reformiert und säkularisiert, wobei sich aber eine radikale Splittergruppe, bekannt als Blakes Wort, von der Organisation löste und Zuflucht in der Liga Freier Welten fand. In der folgenden Zeit brachen die Kampfhandlungen im Bereich der Waffenstillstandslinie zwischen den Clans und Einheiten der Inneren Sphäre nicht ab.
3057 unternahmen die Liga Freier Welten und die mit ihr verbündete Konföderation Capella einen Angriff auf das Vereinigte Commonwealth, nachdem bekannt wurde, dass Victor Steiner-Davion den Tod des im Commonwealth in Behandlung befindlichen todkranken Sohn des Generalhauptmanns Thomas Marik vertuschte und einen Doppelgänger einsetzte, um die Rüstungslieferungen aus der Liga nicht zu gefährden. Die Liga eroberte alle im 4. Nachfolgekrieg verlorenen Welten zurück, die Capellaner mehrere alte Welten der Konföderation; zudem wurde der Verwaltungsdistrikt Mark Sarna des Commonwealths nachhaltig destabilisiert. Vor allem für die Konföderation Capella war diese erfolgreiche Invasion von Bedeutung, nachdem Davion in den vorangegangenen drei Jahrhunderten sich auf Kosten Haus Liaos bereichert hatte. Katherine Steiner-Davion, die den lyranischen Teil des Commonwealth regiert, sagt sich faktisch von ihrem Bruder Victor los, der die alten Vereinigten Sonnen regierte.
Schließlich gründeten die großen Häuser den Sternenbund 3058 neu, um sich gemeinsam gegen die Clans zu wehren. Um sich bei dieser Krieger-Gesellschaft Respekt zu verschaffen, löschten sie den Clan Nebelparder aus, der besonders hart gegen aufständische Zivilisten vorgegangen ist. Auf der Zentralwelt der Clans trugen die neuen Sternenbund-Verteidigungsstreitkräfte unter dem Kommando von Victor Steiner-Davion einen Wettkampf gegen die Clans aus, an dessen Ende die Innere Sphäre das offizielle Ende der Invasion erreichen konnte. Es war aber weiterhin möglich, dass einzelne Clans eigenverantwortlich Gebiete der Inneren Sphäre angreifen konnten. 3067 wurde der Sternenbund jedoch wieder aufgrund von unüberwindbaren Differenzen aufgelöst. In der Zwischenzeit hatte sich Katherine Steiner-Davion die Herrschaft über das gesamte Commonwealth gesichert.
Durch die harte Politik von Archon-Prinzessin Katherine Steiner-Davion kam es im Vereinigten Commonwealth 3062 bis 3067 zu einem Bürgerkrieg. Victor Steiner-Davion entschied sich, seine Schwester wegen Unfähigkeit gewaltsam abzusetzen, scharte Anhänger um sich und beteiligte sich ebenfalls am Krieg. Er wurde zur Leitfigur des Widerstands. Der Bürgerkrieg richtete das Vereinigte Commonwealth ökonomisch und militärisch fast zugrunde, bis es zu zwei zeitgleichen Entscheidungsschlachten auf den beiden Zentralwelten kommt. Katherines Fraktion unterlag in beiden Schlachten. Sie wurde abgesetzt und das Vereinigte Commonwealth wurde wieder in die Lyranische Allianz und die Vereinigten Sonnen gespalten. Die neuen Herrscher waren Peter Steiner-Davion und Yvonne Steiner-Davion.

#### Der „Heilige Krieg“ von Blakes Wort
Unmittelbar nach der Auflösung des zweiten Sternenbunds im Jahre 3067 kam es zum „Heiligen Krieg“ (Word of Blake Jihad), als Blakes Wort einen brutalen Krieg entfachte. Der Orden hatte bereits 3058 Terra erobert und es zu einer Festung ausgebaut, außerdem konnte Blakes Wort mehrere umliegende Welten faktisch unter Kontrolle bringen. Der Zeitpunkt für den Krieg war gut gewählt, denn nicht nur der Bürgerkrieg im ehemaligen Vereinigten Commonwealth, sondern auch zahlreiche ausbrechende kleinere Konflikte, teils geschürt von Blakes Wort, sorgten für Chaos in der Inneren Sphäre und reduzierten die Anzahl potentieller Feinde. Unter der Führung ihres fanatischen Meisters, der dies jahrelang geplant hatte, wurden auch Massenvernichtungswaffen sowie Kampfraumschiffe eingesetzt; es kam sogar zur Vernichtung ganzer Planeten. Andere Welten wurden erobert und im sogenannten Protektorat vereinigt, während es in der Liga Freier Welten, wo Blakes Wort großen Einfluss genoss, zum Bürgerkrieg kam.
Erst nach und nach organisierte sich effektiver Widerstand, der dann zu einer Invasion des Protektorats führte. Blakes Wort wurde im Jahr 3081 endgültig besiegt, als Terra durch eine Koalition unter Führung des charismatischen Devlin Stone unter hohen Verlusten befreit werden konnte. Die Liga Freier Welten zerbrach, zahlreiche Welten leiden noch Jahrzehnte danach unter dem Einsatz von ABC-Waffen während des „Heiligen Kriegs“.

#### The Dark Age
Bei Mechwarrior: Dark Age beginnt die Handlung im Jahr 3132 und konzentriert sich auf den erdnahen Sektor des Spiels, der sich nach dem „Heiligen Krieg“ in eine von den Herrscherhäusern unabhängige Republik verwandelt hat – im Prinzip eine neue Terranische Hegemonie, in der Bevölkerungsteile aller fünf alten Nachfolgestaaten und sogar Clanner leben. Gründer der Republik der Sphäre war ein Mann namens Devlin Stone, der erfolgreich den Widerstand gegen die Blakisten organisiert hat und schließlich ein gewaltiges Abrüstungsprogramm in der gesamten Inneren Sphäre initiierte.
3081 wurde die Republik der Sphäre gegründet, wobei zahlreiche Welten von anderen Staaten an diese abgetreten wurden. Nur die Konföderation Capella erkannte dies nicht an und weigerte sich, Welten wie Tikonov (wirtschaftlich und strategisch, aber auch historisch bedeutend, da es eine Gründungswelt der Konföderation war) abzutreten, woraufhin es zu militärischen Zusammenstößen kam, in denen sich die Republik behaupten konnte. Der Regierungschef der Republik, die in zehn Präfekturen gegliedert ist, trägt den Titel Exarch, ebenso existieren Paladine, die nur dem Exarchen unterstellt sind. Der Senat der Republik (jede Welt entsendet zwei Vertreter) hat nur beratende Funktion.
3132 brach dann auf mysteriöse Weise die interstellare Kommunikation der Republik weitgehend zusammen, der Verursacher blieb zunächst unbekannt. Lange unterdrücktes Misstrauen und der Machtdrang unterschiedlicher Fraktionen brachen wieder aus und es kam in der Republik zu einem Bürgerkrieg, während mehrere der großen Häuser nun die Gelegenheit nutzten, alte Mitgliedswelten wieder in Besitz zu nehmen. Die Republik brach schließlich zusammen, nachdem auch einzelne Militäreinheiten und Kommandeure abtrünnig und die Republik auch von außen stark bedrängt wurde. Exarch Jonah Levin sah sich daher 3135 gezwungen, den Notfallplan „Festung Republik“ zu aktivieren: Terra und nahe liegende Welten schotten sich erfolgreich hermetisch von der Außenwelt ab und rüsten sich für ein militärisches Vorgehen.
Währenddessen erging es den anderen großen Staaten der Inneren Sphäre nicht viel besser. Die relative Friedenszeit ist beendet. Das Lyranische Commonwealth unter Melissa Steiner mischte sich 3137/38 in die Politik der ehemaligen Liga Freier Welten ein und begann eine Invasion (Operation Hammerfall), musste sich bald aber massiver Clan-Angriffe erwehren. Clan Wolf siedelte nun in den Grenzraum von Commonwealth und Liga über, wobei die Wölfe zahlreiche Steiner- und ehemalige Marik-Welten besetzten, und benannte sich in Wolf Imperium um.
Die Liga Freier Welten wurde durch Jessica Marik 3139 wiederhergestellt, ist aber weit von ihrer alten Machtstellung unter Thomas Marik entfernt und hat zudem mehrere Systeme verloren. Das Lyranische Commonwealth hat sowohl im Grenzraum zu den Clans und zur Liga mehrere Welten und Militäreinheiten verloren, Archon Melissa fiel 3143 im Kampf gegen die Wölfe. Es bleibt fraglich, ob sich das Commonwealth unter Trillian Steiner wieder stabilisieren kann.
Den Vereinigten Sonnen ist es nicht besser ergangen: Sowohl Haus Kurita als auch Haus Liao befinden sich im Krieg mit den Davions, die das Kriegsglück verlassen hat. Der 1. Prinz Caleb Davion (3135 bis 3144) hat viele Reformen rückgängig gemacht und vor allem die militärische Infrastruktur stark zentralisiert, was aber notwendig schnelle Entscheidungen vor Ort verhinderte. Seine umstrittene Politik führte zur Konkurrenz mit Julian Davion, der Caleb nachfolgte, als dieser 3144 im Kampf gegen die Kuritas auf Palmyra fiel. In dieser Schlacht wurde rund ein Fünftel des Militärs der Vereinigten Sonnen von den Kuritas vernichtet.
3144 fielen capellanische Einheiten in die Mark Capella ein und eroberten 3145 sogar New Syrtis. Die Konföderation Capella ist damit unter Daoshen Liao so mächtig wie kaum jemals zuvor. Das Draconis Kombinat ist von internen Machtkämpfen stark in Mitleidenschaft gezogen worden. Die gesamte Hauptlinie der Kuritas wurde ermordet, so dass 3137 Yori Kurita aus einer Nebenlinie das Amt des Koordinators antrat. Sie erwies sich aber durchaus als fähig und begann eine erfolgreiche Invasion der Vereinigten Sonnen, die unter anderem Robinson an Kombinats-Truppen verloren haben.

### BattleMech
Als BattleMech bezeichnet man riesige, teils humanoide, teils avoide und selten auch insektoide Kampfmaschinen im BattleTech-Universum, welche dort auch nur kurz Mech genannt werden. Sie werden jeweils durch einen menschliche Piloten aus einem integrierten Cockpit gesteuert, der dafür eine Kombination aus optischen, manuellen und auch neuralen Interfaces nutzt.
Der BattleMech wurde ursprünglich in der Terranischen Hegemonie im 25. Jahrhundert entwickelt: Beim ersten funktionsfähigen Modell handelte es sich um den Mackie, der 2439 eingeführt wurde und die Bodenkriegsführung revolutionierte. In den folgenden Jahren gelangten die anderen großen Häuser an die Baupläne und entwickelten eigene Modelle, woraufhin die Hegemonie ihre Sicherheitsvorkehrungen verstärkte und bald schon wieder technologisch überlegene Modelle einführte (z. B. 2456 den Orion).
BattleMechs sind 7 bis 15 Meter groß und mit dem Waffenarsenal des 4. Jahrtausends bestückt, wie etwa Laser-Geschütze, Partikelprojektorkanonen, Raketen, Gaußgeschütze und Autokanonen. Ein Fusionsreaktor liefert ihnen nahezu unbegrenzte Energie und ihr Äußeres gibt ihnen auf sämtlichen Terraintypen, trotz einem Gewicht von 20 bis 100 Tonnen (während des „Heiligen Kriegs“ wurde auch der 150 Tonnen schwere Omega in geringen Stückzahlen für Blakes Wort produziert), ausgezeichnete Bewegungsfreiheit. Diese wird auch durch eine Technik namens Myomerfasern garantiert. Diese Fasern werden wie Muskeln beim Menschen an bestimmten Punkten des Titanskeletts befestigt und haben die Eigenschaft, sich mit enormer Kraft zusammen zu ziehen, sobald sie unter Strom gesetzt werden. Wird die Stromzufuhr eingestellt, entspannt sich die Faser wieder. Diese Technik ist so präzise regulierbar, dass Mechs mit voll modellierten Händen, wie z. B. der Dunkelfalke, eine Holzkiste oder sogar einen Menschen anheben können, ohne Schaden anzurichten.
Grundsätzlich ist der einzige wirklich ernstzunehmende Gegner eines BattleMechs ein gegnerischer BattleMech – je nachdem, um welche Tonnage und entsprechender Bewaffnung es sich handelt. Unter Umständen können aber auch mehrere gepanzerte Infanteristen („Kröten“ oder „Elementare“ genannt), entsprechend bewaffnete Panzer und vor allem Luft-/Raumjäger, die sowohl in der Atmosphäre eines Planeten als auch im Weltraum kämpfen können, BattleMechs gefährlich werden. Besonders gegen Luftangriffe sind Mechs oft weniger gut gerüstet.
BattleMechs können auf nahezu jedem Gelände und unter den meisten Umweltbedingungen kämpfen. Bei arktischen Temperaturen, in extremer Hitze, unter Wasser und sogar in der luftleeren Schwerelosigkeit des Weltraums (wobei letzteres nur in sehr seltenen Notfällen geschieht).
Es gibt auch eine Kombination aus BattleMech und Luft-/Raumjäger, so genannte FlugMechs (FLUM's). Diese sind extrem selten und das Konzept hat sich aufgrund technischer Probleme und hohem Wartungsaufwand nicht durchsetzen können. Die Wissenschaftlerin Peri von Clan Jadefalke hat in der Jadenfalken-Enklave auf Diana ebenfalls mit FlugMechs experimentiert.
Die Wärmeentwicklung dieser Kampfmaschinen stellt jedoch eine bedeutende Schwäche dar. Nach jedem Schuss aus einer Energiewaffe muss der Pilot die resultierende Abwärme im Auge behalten, um eine mögliche Überhitzung und eine automatische Notabschaltung zu vermeiden. Durch Kühler, sogenannte Wärmetauscher wird versucht, die Temperatur der BattleMechs unter einem bestimmten Niveau zu halten. Auch tragen die Piloten der BattleMechs Kühlwesten, die an den Kühlmittelkreislauf des Mechs angeschlossen sind und dafür sorgen, dass der Pilot in der Kanzel nicht das Bewusstsein verliert oder gar an einem Hitzschlag stirbt.
Eine Besonderheit stellen die OmniMechs dar: Clan Kojote entwickelte OmniMechs nach dem Vorbild des Sternenbundmodells Mercurius, der aber noch nicht zu den Omnimechs gezählt wird. OmniMechs sind individuell für den Einsatz konfigurierbar und können je nach Bedarf mit anderen Waffen umgerüstet werden. Die Innere Sphäre begann während der Claninvasion ebenfalls mit der Entwicklung eigener OmniMechs, die denen der Clans aber nicht gleichwertig waren, wie überhaupt die Clan-Technologie der Inneren Sphäre weit voraus ist.
Einheiten mit BattleMechs oder Panzern sind in der Inneren Sphäre in der Regel wie folgt gegliedert:
- Lanze (4 Mechs bzw. Panzer)
- Kompanie (3 Lanzen)
- Bataillon (3 Kompanien)
- Regiment (2 bis 4 Bataillone)
- Regimentskampfgruppe (in der Zeit des Sternenbunds 4 Mechregimenter, in den Vereinigten Sonnen bzw. im Vereinigten Commonwealth ein Verband aus einem Mech-Regiment und acht konventionellen Regimentern)

Mech-Regimenter haben in der Regel angegliederte Luft-/Raumjäger-Verbände und verfügen oft über die Unterstützung von Panzer- und Infanterie-Regimentern.
In den Sternenbundstreitkräften existierten zudem Divisionen, die aus 9 Regimentern bestanden, und Corps (mit mehreren Divisionen). Die Streitkräfte ComStars und von Blakes Wort sind ebenfalls in Divisionen gegliedert, ihre Einheiten sind in der Regel jedoch von vornherein als kombinierter Waffenverbund (Mechs, Panzer, Infanterie) gegliedert und bilden je ein Vielfaches von sechs Einheiten: Level-I-Einheit (ein Mech/Panzer oder sechs gepanzerte Infanteristen), Level II (sechs Level-I-Einheiten), Level III (sechs Level-II-Einheiten), Level IV (eine Division bestehend aus sechs Level-III-Einheiten) und schließlich Level V (eine Armee bestehend aus sechs Divisionen).
In den Clans sind die Mecheinheinheiten gegliedert in:
- Strahl (1 Mech, 2 Luft-/Raumjäger oder 5 Elementare)
- Stern (5 Mechs, 10 Luft-/Raumjäger oder 25 Elementare)
- Nova (1 Mechstern und 1 Elementarstern)
- Binär- (2 Sterne) bzw. Trinärstern (3 Sterne)
- Sternhaufen (in der Regel 9 Sterne)
- Galaxie (mehrere Sternhaufen)

### Truppentypen
Einige Truppentypen wären:
- BattleMech: Sie sind das wichtigste Gefechtsfahrzeug, da sie sehr geländegängig und vielseitig sind. Es gibt sie in allen Ausprägungen, vom flinken Scout bis hin zu schwer bewaffneten und gepanzerten Mechs, die das Schlachtfeld dominieren.

- Panzer: Sie sind etwa so schwer bewaffnet und gepanzert wie Mechs. Es gibt sie in drei Ausprägungen: Kettenpanzer sind geländegängig, aber sehr langsam. Radpanzer sind etwas schneller, sind aber auf guten Untergrund angewiesen. Schwebepanzer sind extrem schnell und können sogar über Wasser fahren, dafür reagieren sie aber empfindlicher auf Treffer.

- VTOLs: Dies sind alle Arten von Propeller-getriebenen Senkrechtstartern. Sie sind extrem schnell, aber nur minimal gepanzert. Ihnen kommt im Gefecht nur eine Unterstützungsrolle zu. Entweder sie dienen als Aufklärer, liefern Feuerunterstützung durch schnelle Stippangriffe, oder sie transportieren Infanterie an die Frontlinie.

- konventionelle Infanterie: Die konventionelle Infanterie hat im offenen Kampf kaum eine Überlebenschance. Nur wenn der Gegner durch Taktik oder Gelände (Stadt, Wald...) gezwungen werden kann, in einem relativ eng begrenzten Gebiet zu bleiben, kann Infanterie etwas ausrichten. Durch die langsame Fortbewegung ist Infanterie nur gegen langsame Einheiten effektiv und meist auf Transportfahrzeuge angewiesen.

- gepanzerte Infanterie: Sie tragen Gefechtsrüstungen (Battle armor), die ihre Feuerkraft, Panzerung und Beweglichkeit erhöhen. Sie sind nicht mehr unbedingt auf Transportfahrzeuge angewiesen und haben nur gegen schnelle Einheiten noch Probleme. Dieser Truppentyp wird besonders von den Clans verwendet, aber auch die Innere Sphäre setzte sie nach Beginn der Clan-Invasion verstärkt ein (allerdings verfügen die Clans über speziell „gezüchtetes“ Personal, die sogenannten Elementare).

- ProtoMechs: Sie sind ein Zwischending aus Mech und Gefechtsrüstung. Sie sind so schnell wie Mechs und für ihre Größe annehmbar gepanzert. Dafür fehlt ihnen aber die nötige Feuerkraft, um auf dem Schlachtfeld etwas auszurichten. Sie sind nur nützlich, wenn der Gegner nicht zu beweglich oder nicht zu schwer gepanzert ist. Ihre größte Stärke ist die psychologische Wirkung, da der gegnerische Spieler ihre Wirkung und Effizienz im Allgemeinen schlecht abschätzen kann.

- Luft-/Raumjäger: Diese Jäger (zwischen 20 und 100 Tonnen schwer) können sowohl in der Atmosphäre eines Planeten als auch im Weltraum kämpfen. Luft-/Raumjäger können durch Bodenangriffe durchaus auch Mechs gefährlich werden. Ihre Hauptaufgabe ist die Erringung der Lufthoheit und die anschließende Unterstützung der Bodenoperationen. Luft-/Raumeinheiten sind meistens weiterhin in Staffeln und Geschwadern gegliedert.

- Kampfraumschiffe: Das erste echte Kampfraumschiff der Inneren Sphäre war die von der Terranischen Allianz gebaute Dreadnought im frühen 24. Jahrhundert. Kampfraumschiffe sind gespickt mit einem tödlichen Arsenal an Schiff-zu-Schiff-Waffen (Lenkwaffen, Schiffs-Autokanonen, schweren Lasern und Schiffs-PPKs) und an Nahbereichswaffen gegen Jäger. Sie sind auch in der Lage, orbitale Angriffe auf Planeten zu führen, was verheerende Folgen hat und zur totalen Vernichtung führen kann. Bis ins 29. Jahrhundert sind in der Inneren Sphäre sämtliche Kampfraumschiffe der großen Häuser und ihre Werften im Laufe der langen Kampfhandlungen vernichtet worden, doch die technologischen Fortschritte Mitte des 31. Jahrhunderts führte zur Wiederentdeckung der benötigten Fähigkeiten. ComStar und die Clans verfügten durchgehend über Kampfraumschiffe aus der Zeit des Sternenbunds.

### Fraktionen und Staaten

#### Innere Sphäre
Alle Staaten der Inneren Sphäre werden mehr oder weniger offenkundig diktatorisch (am ausgeprägtesten ist dies in der Konföderation Capella und im Draconis-Kombinat der Fall, in den Vereinigten Sonnen sind die weitgehenden staatlichen Befugnisse eher besser verdeckt, aber dennoch vorhanden) und/oder feudal regiert. Größere Freiheitsrechte garantieren etwa die Einzelstaaten der Liga Freier Welten und das Commonwealth. Ebenso garantierte die Terranische Hegemonie bis zu ihrem Untergang den Bürgern verfassungsrechtliche Freiheiten und stellte deren politische Repräsentation in Form von gewählten Abgeordneten des Hegemonial-Kongresses sicher. Alle Staaten sind multiethnisch, wenngleich bestimmte Bevölkerungsgruppen bzw. kulturelle Prägungen dominieren.
Terranische Allianz (2086 bis 2315)
Sie ging aus der Westlichen Allianz hervor, die sich 2086 in Terranische Allianz umbenannte, da sie rund 80 % der Weltbevölkerung umfasste. Es handelte sich um einen föderalen Zusammenschluss der meisten Erdnationen, wobei allerdings die reichen Staaten von Beginn an die Allianz dominierten. Die nie behobene Spaltung in reiche und arme Bevölkerungsteile sollte sich als ein schwerwiegender Geburtsfehler erweisen, doch beendete die Allianz aufgrund des verfügbaren militärischen Potentials der Allianz-Streitkräfte erstmals alle nationalen Kriege auf Terra. Zu Beginn des 22. Jahrhunderts hatte das Deimos-Projekt Erfolg, womit im Februar 2108 erstmals der Sprung eines Raumschiffes mit einem Kearny-Fuchida-Antrieb vom Sol-System in ein anderes Sonnensystem gelang. Im Anschluss daran begann die Kolonisierung umliegender Welten (2235 sollten mehr als 600 Kolonien im Umkreis von 120 Lichtjahren um Sol existieren), doch sorgten die teuren Kosten auf Terra auch für Unmut.
2236 begannen organisierte Revolten in den Kolonien, denen das Militär soweit von Terra entfernt nichts entgegensetzen konnte. 2237 gewann die isolationistische Liberale Partei die Mehrheit im terranischen Parlament und setzte 2242 den „Demarkationsbeschluss“ durch: Alle Kolonien außerhalb eines Radius von 30 Lichtjahren (der höchsten Sprungreichweite eines Raumschiffes mit K-F-Antrieb) erhielten die Unabhängigkeit, ob sie diese nun wollten oder nicht. Einige Kolonien versanken im Chaos, viele schlossen sich zu regionalen Bündnissen zusammen. In der Allianz jedoch polarisierte sich die politische Lage zunehmend, es kam zu Unruhen und politischen Skandalen. Eine effektive Regierung war nicht mehr möglich, zu Beginn des 24. Jahrhunderts drohte sogar ein Bürgerkrieg. In dieser Situation griff 2315 das Flottenkommando der Allianz ein. Admiral James McKenna versammelte seine Kriegsschiffe in der Erdumlaufbahn und zerstörte zwei unbewohnte Inseln durch Orbitalfeuer. Anschließend erklärte er die alte ineffektive Regierung für aufgelöst und beendete die Unruhen, teils durch den Einsatz von Marineinfanterie. Stattdessen rief er einen neuen Staat aus, der den Namen Terranische Hegemonie trug.
Terranische Hegemonie (2315 bis 2767 bzw. 2784)
Sie entstand aus den Trümmern der Terranischen Allianz, die sich im frühen 24. Jahrhundert als unfähig erwiesen hatte, drängende politische, wirtschaftliche und soziale Probleme zu lösen (siehe oben). Als Admiral James McKenna die Allianz mit Gewalt auflöste, ersetzte er sie nicht (wie zu erwarten war) durch eine Militärdiktatur, aber durch ein autoritäreres Regime, das gleichzeitig Rechte und Freiheiten in der Verfassung garantierte. Der Staats- und Regierungschef der Hegemonie, der Generaldirektor, musste zunächst grundsätzlich gewählt werden, verfügte aber über umfassende Befugnisse, wenngleich ein „hoher Rat“ wichtiger Gouverneure als Beratergremium und der Hegemonialkongress (bestehend aus gewählten Abgeordneten der Mitgliedswelten) vorhanden waren. Vor allem in der Außenpolitik hatte der Generaldirektor weitgehend freie Hand. Admiral McKenna eroberte in den ersten Jahrzehnten mehrere Welten und gliederte sie der Hegemonie ein.
Nach McKennas Rückzug ins Privatleben setzte sich bei der folgenden streng kontrollierten Wahl 2340 überraschend sein Neffe Michael Cameron durch. Dieser verkündete 2351 seinen „Adelserlass“, wonach verdiente Personen aus Politik, den Wissenschaften, der Kultur und der Wirtschaft Land und Titel vom Staat erhalten sollten, die jedoch bei ihrem Tod an die Hegemonie zurückfielen und somit nicht erblich waren. Dieser Neo-Feudalismus erfreute sich in der Hegemonie recht großer Beliebtheit und führte dazu, dass das Amt des Generaldirektors de facto zu einem Erbtitel der Camerons wurde. Die Camerons machten sich um den technologischen und wirtschaftlichen Vorsprung der Hegemonie verdient und waren sehr beliebt.
Da die Hegemonie an allen Grenzen von potentiellen Feinden umgeben war (es kam wiederholt zu militärischen Konflikten vor allem mit dem Kombinat und der Konföderation Capella), war das Militär der Hegemonie hochgerüstet; so ist es auch kein Zufall, dass die ersten BattleMechs von der Hegemonie entwickelt wurden. Viele Welten wiesen große Festungskomplexe auf (sogenannte Briankastelle). Diese wurden später durch im Orbit befindliche schlagkräftige Verteidigungsplattformen ergänzt, den sogenannten SDS-Systemen. Das terranische Militär konnte sich in den folgenden Konflikten behaupten. Dennoch setzte die Hegemonie auch auf Diplomatie und gewann so Verbündete, wobei sogar einige Welten nun mit anderen Staaten gemeinsam verwaltet wurden, wo die Hegemonie ihre überlegene Terraforming-Technologie einsetzte.
Der größte diplomatische Erfolg der Hegemonie war die Gründung des Sternenbunds im Jahr 2571, der die Hegemonie und die anderen fünf großen Häuser umfasste, wofür Generaldirektor Ian Cameron jahrelang Überzeugungsarbeit leisten musste und auch politischen Druck einsetzte. Der folgende „Vereinigungsktrieg“ der Bundesstaaten gegen die Peripheriestaaten, die so in den Bund gezwungen wurden, sollte jedoch die Beziehungen zwischen Sternenbund und Peripherie dauerhaft belasten. Im Sternenbund nahm die Hegemonie einen besonderen Platz ein, da der Erste Lord des Sternenbunds immer ein Cameron sein sollte, der gleichzeitig Generaldirektor der Hegemonie blieb. Die Hegemonie war weiterhin der technologisch fortschrittlichste Staat, wobei verhindert wurde, dass besonders sensible Technologien für die anderen Bundesstaaten zugänglich wurden. Und wenngleich der Sternenbund über gemeinsame Streitkräfte verfügte, waren die terranischen Einheiten (Royal Divisions) einem besonderen Kommando unterstellt, auf das der Erste Lord jederzeit direkt und ohne Rücksprache mit den Hausfürsten zurückgreifen konnte. Die Terranische Hegemonie bildete somit das Fundament des Sternenbunds, das im 27. Jahrhundert technologisch und kulturell ein goldenes Zeitalter erlebte.
Mit der Krise des Sternenbunds Mitte des 28. Jahrhunderts (Unruhen in der Peripherie und mit Richard Cameron einen jungen, unerfahrenen Ersten Lord) geriet jedoch die staatliche Statik ins Wanken. Der engste Berater Richards, Stefan Amaris, manipulierte den naiven Ersten Lord und überzeugte ihn, dass Amaris-Truppen aus der Republik der Randwelten die Hegemonie verteidigen könnten, während der Großteil der terranischen Royal-Einheiten zusammen mit regulären Sternenbundtruppen den Aufstand in der Peripherie bekämpften (den Amaris geschürt hatte). Richard stimmte zu und war allen Warnungen des terranischen Militärs gegenüber taub. So erhielten Truppen der Republik der Randwelten Zugang zu den sensibelsten Einrichtungen, vor allem zur Orbitalverteidigung. Im Dezember 2766 zeigte Amaris sein wahres Gesicht und putschte gegen Richard Cameron. Randwelt-Truppen attackierten die vollkommen überraschten loyalen terranischen Truppen, die noch in der Hegemonie verblieben waren, wobei oft Attentate auf Schlüsselpersonen angewendet und Nuklearwaffen gegen loyale Truppen eingesetzt wurden, während Orbitalwaffen terranische Kriegsschiffe zerstörten.
Die Familie Cameron wurde ausgelöscht und Amaris etablierte eine brutale Diktatur in der Hegemonie. Allerdings hatte sich der Usurpator Amaris auch verspekuliert, da er annahm, die Sternenbundtruppen würden nun weiterhin in der Peripherie gebunden werden. Aleksandr Kerensky, der Oberbefehlshaber der Sternenbundtruppen, stellte die Kämpfe gegen die Rebellen jedoch ein, die ebenfalls von Amaris und seinen Taten angewidert waren. Sternenbundtruppen eroberten nun stattdessen die Republik der Randwelten und nutzten sie als Rüstungsbasis. Während die Hausfürsten keine oder kaum Unterstützung anboten, desertierten ganze Einheiten verschiedener Haustruppen und schlossen sich Kerensky an, um die Hegemonie zurückzuerobern. Die blutige Rückeroberung der Hegemonie dauerte von 2772 bis 2779 und endete mit der Exekution von Amaris und seiner Familie.
Die Hegemonie war nach der Amaris-Schreckensherrschaft und den heftigen Kämpfen wirtschaftlich am Boden, zudem existierte keine funktionierende staatliche Infrastruktur mehr. Kerenskys Hoffnung, die Hausfürsten würden nun ihren Pflichten nachkommen, erwies sich als falsch. Haus Cameron existierte nicht mehr und höchstens Kerensky wäre noch in der Lage gewesen, die Hegemonie wiederherzustellen und dann mit militärischer Gewalt den Sternenbund zu bewahren, doch der General war Realist und zugleich kriegsmüde. 2784 verließen rund 80 % der Sternenbundtruppen die Innere Sphäre in Richtung Peripherie. Die alten Hegemoniewelten wurden nun von den Hausfürsten annektiert, wobei sie kaum auf militärischen Widerstand trafen. Eine wichtige Ausnahme war Terra selbst, die der letzte Kommunikationsminister des Sternenbunds, Jerome Blake, im Jahr 2787 mit Hilfe mehrerer Divisionen ehemaliger Sternenbundtruppen sichern konnte. Die Hegemonie war zerfallen, doch Terra selbst stand nun unter dem Schutz ComStars.
Vereinigte Sonnen
Sie wurden 2317 gegründet und werden regiert von der Familie Davion. Der Herrschertitel ist Prinz (bzw. Erster Prinz), Zentralwelt ist New Avalon. Weitere wichtige Adelsfamilien sind die Haseks, die Sandovals und die Duvalls. In ihrer Kultur entsprechen sie grob den USA, England und Frankreich, auch wenn es wie in jedem Nachfolgestaat ganz unterschiedliche ethnische Minderheiten gibt. Amtssprache ist Englisch. Der Staat ist im frühen 31. Jahrhundert in drei Marken (administrative und militärische Verwaltungseinheiten) aufgeteilt: Mark Draconis (Hauptwelt Robinson), Mark Crucis (mit der Zentralwelt New Avalon) und Mark Capella (Hauptwelt New Sytis).
Bis ins 26. Jahrhundert genossen die Herrscher der jeweiligen Marken (damals noch zusätzlich die Mark Terra und die Mark Peripherie) eine recht weitgehende Unabhängigkeit gegenüber dem 1. Prinzen auf New Avalon in der Mark Crucis. Es war Alexander Davion, der als Sieger aus einem blutigen Bürgerkrieg in der Zeit von 2525 bis 2540 hervorging und die Macht der großen Familien Varney und Rostov brach. Alexander reformierte die Vereinigten Sonnen grundlegend und stärkte die Macht des 1. Prinzen gegenüber den Markfürsten.
Die kapitalistische Wirtschaft der Vereinigten Sonnen ist groß und recht leistungsstark, aber weniger stark als die des Lyranischen Commonwealths. Die Bürger der Vereinigten Sonnen genießen keine unumschränkten Freiheiten, zumal auch Zensur stattfindet und Kritik am Herrscherhaus Folgen haben kann. Insgesamt sind die Bürger aber freier als im Kombinat und der Konföderation Capella, die offene Militär- bzw. Polizeistaaten sind. Der Geheimdienst der Vereinigten Sonnen (Department of Military Intelligence) ist sehr fähig, wird aber auch im Inneren gegen kritische Elemente eingesetzt. Ohnehin beansprucht Haus Davion oft einen sehr moralischen Ethos, was aber im krassen Gegensatz zur aggressiven Außenpolitik steht.
Die Vereinigten Sonnen sind bekannt für ihren hochgradig patriotischen Militarismus und gelten als der militärisch erfolgreichste Staat. Obwohl faktisch selbst von einem Alleinherrscher regiert, rechtfertigen die Vereinigten Sonnen ihre nicht seltenen präventiven Militärschläge auf das Draconis-Kombinat und die Konföderation Capella propagandistisch mit der „Wahrung der Freiheit jedes Einzelnen“. Die Vereinigten Sonnen sind außenpolitisch ein expansiver Staat, der sich im Verlauf der Nachfolgekriege vor allem auf Kosten der Konföderation Capella erweitert hat.
Im 1. Nachfolgekrieg standen die Sonnen allerdings noch vor der fast vollständigen Vernichtung, nachdem Haus Kurita einen sehr erfolgreichen Überraschungsangriff unternahm, während das Gros des Militärs der Vereinigten Sonnen an der capellanischen Grenze zusammengezogen war. Nur mit Mühe konnten die Davions sich behaupten. Im 2. und 3. Nachfolgekrieg sollten die Sonnen gegenüber den Capellanern (oft hart erkämpfte) Gewinne erzielen, während das Kriegsglück gegen Kurita wechselhaft war. Im 4. Nachfolgekrieg überraschte Hanse Davion, welcher auch als „der Fuchs“ bekannt war, 3028 seine Gegner. Noch am Tag seiner Hochzeit auf Terra erklärte er gegenüber den anwesenden Hausfürsten den Krieg, während zeitgleich starke Kräfte gegen die Konföderation Capella losschlugen. Indem Steiner-Truppen die Kuritas banden, überrollten Davion-Verbände die Konföderation, die zusätzlich durch eingeschleuste Spione Haus Davions kompromittiert war. Im Ergebnis verloren die Capellaner bis 3030 die Hälfte ihre Systeme, darunter so bedeutende wie Tikonov (historisch, wirtschaftlich und militärisch eine zentrale Welt für die Capellaner) und Sarna, beides Gründungsmitglieder der Konföderation. Haus Davion errichtete aus den eroberten capellanischen Welten die Mark Sarna, die 3057 das Ziel einer erfolgreichen Offensive der Häuser Marik und Liao war, die viele verlorene Welten zurückgewannen und andere Systeme dem Einfluss von Haus Davion entzogen.
Das Militär der Vereinigten Sonnen hat das Organisationsschema der Regiments-Kampfgruppen (RKG) entwickelt bzw. modifiziert vom Sternenbund übernommen, das große taktische und logistische Vorteile bringt. Dabei bildet in der Regel ein Mech-Regiment den Kern und wird durch drei Panzer- und fünf Infanterie-Regimentern sowie Luft-/Raumkräfte ergänzt. Vor allem dank des renommierten Wissenschaftsinstituts auf New Avalon (New Avalon Institut der Wissenschaften) verfügen Davion-Streitkräfte in recht großer Zahl über ausgereiftes militärisches Gerät. Das Davion-Militär hat im Zusammenhang mit der Clan-Invasion, dem Bürgerkrieg im Vereinigten Commonwealth und dem „Heiligen Krieg“ allerdings einen hohen Preis bezahlt, ebenso wie die Industrie der Vereinigten Sonnen, die nie so leistungsfähig war wie die des Lyranischen Commonwealths.
Mitte des 32. Jahrhunderts sollten die Vereinigten Sonnen schließlich an den Rand der Vernichtung gelangen, als die Häuser Liao (nun militärisch mehr als ebenbürtig) und Kurita erfolgreich tief in die Vereinigten Sonnen eindringen. Prinz Caleb Davion fiel 3144 gegen die Kuritas, die Robinson einnahmen, während die Capellaner die Mark Capella aufrollten und sogar New Syrtis für einige Zeit eroberten.
Lyranisches Commonwealth (Mitte des 31. Jahrhunderts zeitweise Lyranische Allianz)
Es wird regiert von der Familie Steiner (davor von Haus Marsden), Zentralwelt ist Tharkad (anfangs Arkturus). Der Staat umfasst drei Teilstaaten, die sich 2341 zum Commonwealth zusammengeschlossen hatten: Protektorat Donegal (mit Tharkad), der Tamarpakt (mit der Hauptwelt Tamar) und die Skye Föderation (mit der Hauptwelt Skye); letztere wird seit Gründung des Commonwealths oft auch als Isle of Skye bezeichnet. Besonders die Isle of Skye ist stark separatistisch geprägt und tendiert zu starker Eigenständigkeit.
Der Herrschertitel lautet Archon. Das Commonwealth wird dominiert von den Nachkommen deutscher und englischer Siedler. Es existieren aber auch große gälische, schwarz-afrikanische und skandinavische Minderheiten. Amtssprache ist Deutsch. Mit der Generalstaatenversammlung ist das Lyranische Commonwealth der einzige Nachfolgestaat, dem man so etwas wie Demokratie anrechnen kann (vielleicht mit Ausnahme der Liga Freier Welten vor Beginn der Notstandsverordnungen). Die lyranische Industrie ist die wohl leistungsstärkste der gesamten Inneren Sphäre. Die Lyraner gelten zudem als geschickte Händler, werden aber auch als weniger versierte Strategen und Taktiker in militärischen Konflikten angesehen, was oft auf die im Vergleich zu anderen Nachfolgestaaten höheren Präsenz von sogenannten Gesellschaftsgenerälen zurückgeführt wird (die aber seit dem 31. Jahrhundert keine Rolle mehr spielten). Der lyranische Geheimdienst weist eine gemischte Bilanz auf; gefürchtet sowohl innerhalb als auch außerhalb des Commonwealth ist die Terroreinheit Loki, die mancher Archon auch auf eigene Gegner ansetzte.
Die an Personal und Material reiche lyranische Armee bevorzugt oft eine weniger subtile Kriegsführung mit schwerem, teurem Gerät. Dies kommt auch ihren über die Jahrhunderte im Vergleich zu anderen Nachfolgestaaten eher defensiv gestalteten Militäroperationen entgegen, die sich zumeist auf Gebietssicherung bzw. höchstens Gegenschläge beschränkt haben statt unprovozierte Eroberung oder Präventionsschläge zu verfolgen. Es darf auch nicht übersehen werden, dass die Misserfolge des lyranischen Militärs in den frühen Nachfolgekriegen zumindest teilweise auch auf den umfassenden Einsatz von Massenvernichtungswaffen durch Haus Kurita zurückzuführen ist, während die Lyraner diese zurückhaltender einsetzten. Hinzu kamen Fehleinschätzungen der politischen und militärischen Führung in kritischen Momenten, wobei Eliteeinheiten wie die Tamar-Tiger oder die 4. Royal Guards im Stich gelassen wurden.
Die Leistungen lyranischer Verbände im 31. Jahrhundert, nachdem es zu Militärreformen kam, zeigen die grundsätzliche Effektivität der lyranischen Armee. Im 4. Nachfolgekrieg überrannten lyranische Einheiten weite Teile der Kurita-Grenzzone (viele der eroberten Welten mussten aber an die Republik Rasalhaag abgetreten werden), im Krieg von 3039 hielt sich der Gebietstausch die Wage.
Die lyranische Hälfte des Vereinigten Commonwealths (siehe unten) hatte die ganze Last der Clankriege zu tragen und verlor zahlreiche Systeme an sie. Der Davion-Einfluss wurde von vielen Steiner-Loyalisten kritisch betrachtet, was mit ein Grund für den Bürgerkrieg zwischen 3062 und 3067 war. Als dessen Folge trennten sich Steiner und Davion wieder voneinander. Die Lyraner erlitten im „Heiligen Krieg“ hohe Verluste und traten an die Republik mehrere Systeme der Isle of Skye ab, einschließlich Skye selbst. Ähnlich verheerend wirkten sich die Kampfhandlungen Mitte des 32. Jahrhunderts (gegen Clans und Marik) aus, da das Commonwealth bis 3145 gewaltige Verluste erlitt (an der alten Grenze zur Liga Freier Welten hat sich das Wolf Imperium gebildet, das sowohl zahlreiche Steiner- als auch alte Liga-Welten erobert hat) und am Rand des Kollaps steht.
Vereinigtes Commonwealth
Zeitweilig waren die Vereinigten Sonnen und das Lyranische Commonwealth durch die Heirat von Prinz Hanse Davion und Melissa Steiner im Jahr 3028 zu einer politischen Einheit verschmolzen. Während der Hochzeitsansprache verkündete Hanse Davion, er werde seiner Braut die Konföderation Capella schenken, und begann den 4. Nachfolgekrieg. Beide Zentralwelten, Amtssprachen, Währungen usw. waren gleichberechtigt und wurden parallel verwendet, allerdings war der Davion-Einfluss besonders beim Militär recht dominant. Das Vereinigte Commonwealth wurde 3057 nach der erfolgreichen Liao-Marik-Offensive stark aufgelockert, als Katherine Steiner die lyranische Hälfte durch eine Notstandsklausel des Staatsvertrags wieder für unabhängig erklärte; sie erlangte später auch die Kontrolle über die andere Hälfte des Commonwealths. Der Bürgerkrieg 3062 bis 3067 führte dann zur faktischen Auflösung des Commonwealths in seine zwei Gründungsstaaten.
Draconis-Kombinat
2319 gegründet und regiert von der Familie Kurita, Zentralwelt ist Luthien (bis ins frühe 27. Jahrhundert New Samarkand). Amtssprache ist Japanisch. Es ist von der Kultur des Japan zur Zeit der Samurai-Krieger und dem Bushidō dominiert, beinhaltet aber auch eine große arabische und skandinavische Minderheit. Der Herrschertitel lautet Koordinator.
Im militaristischen Draconis-Kombinat herrschen sehr strenge gesellschaftliche Normen, die die Aufopferung für den Staat zum Endzweck haben. Davon ist auch der Koordinator nicht ausgenommen: zwar ist er ähnlich wie der Kanzler der Konföderation Capella ein totalitärer Herrscher, aber letztlich nur Erfüllungsform des überindividuell waltenden „Drachen“. Handelt ein Koordinator dem Willen des Drachen (also dem Erhalt und Machtanreicherung des Staates) zuwider oder zu inkompetent, gibt es durchaus Kräfte innerhalb des Draconis-Kombinats, die ihn von der Machtposition zu Gunsten eines legitimen Nachfolgers beseitigen würden. Das Kombinat ist in Militärdistrikte mit jeweils einem Kriegsherrn eingeteilt: Um 3025 handelt es sich um Pesht (mit der Zentralwelt Luthien), Galedon, Benjamin, Dieron und Rasalhaag (bzw. nach dem Verlust Rasalhags um Alshain), Mitte des 32. Jahrhunderts sind es die Militärdistrikte Pesht, New Samarkand, Benjamin und Dieron.
Die Kriegsführung wird von der genannten japanischen Samurai-Kultur geprägt, so dass das Kombinat lange duellfähige Mechs bevorzugt hat (womit reine Aufklärungs- und sehr langsame Sturmmechs seltener benutzt waren). Negativer Begleiteffekt des Bushidō war eine allzu häufige Anwendung des Seppuku, wenn sich fähige Befehlshaber nach gescheiterten Operationen oder vergleichbaren so empfundenen Ehrverlusten das Leben nahmen. Andererseits kämpfen die Soldaten des Kombinats bis zum Tod und ohne Kapitulation falls nötig, was auch Kamikazeangriffe einschließt. Lange Zeit erlangte das Kombinat auch traurige Berühmtheit durch den schonungslosen Umgang mit Kriegsgefangenen und Zivilisten. Insbesondere Lyraner konnten nicht auf Gnade hoffen, da ihre recht unmilitärische Natur sie in den Augen der Kriegerkultur als unwürdig erachtete. Aber auch in den Vereinigten Sonnen begingen Kurita-Militärs Gräueltaten (am bekanntesten ist das Kentares Massaker im Jahr 2796). Kurita-Verbände haben in den Nachfolgekriegen wiederholt Kriegsverbrechen an der Zivilbevölkerung begangen, was eigentlich im Widerspruch zum hohen Anspruch des Kriegercodex steht. Dies wird von Kombinats-Offizieren oft mit dem Gegensatz von Giri und Ninjo (Pflicht und Mitgefühl) begründet: Demnach müssen die Soldaten alle Befehle befolgen, selbst wenn man sie mit dem eigenen Gewissen und Ehre nicht in Einklang bringen kann. In diesem Sinne haben Kombinats-Offiziere teils auch gegen ihr eigenes Urteil gehandelt und anschließend Seppuku begangen, um dafür zu sühnen.
Das Kombinat hat im 1. und 2. Nachfolgekrieg sowohl gegenüber Haus Steiner als auch gegenüber Haus Davion große Erfolge erzielt. Die wirtschaftliche Leistungsfähigkeit des Kombinats ist aber im Vergleich zu beiden großen Nachbarn eher beschränkt, weshalb lange Kampfhandlungen für das Kombinat eigentlich von Nachteil sind. Im 4. Nachfolgekrieg verlor das Kombinat zahlreiche Systeme an die Lyraner, die ihre ganze Militärindustrie aktivierten und durch Davion-Militärberater unterstützt wurden. Nur mit Mühe überstand das Kombinat diese Krise, was nicht dem Koordinator Takashi Kurita, sondern seinem Sohn Theodore Kurita zu verdanken war, der eigenmächtig agierte und das Kombinat retten konnte. Theodore als Gunji-no-Kanrei (Stellvertreter in militärischen Fragen) wehrte auch den Angriff Steiners und Davions 3039 ab und führte gegen teils erbitterten Widerstand von Hardlinern Reformen durch.
In den Clan-Kriegen verlor Haus Kurita zahlreiche Systeme an die Clans Nebelparder und Novakatze, teils auch an die Geisterbären. Die Nebelparder konnten zwar vernichtet und Systeme zurückgewonnen werden, die Beziehungen zu den Geisterbären blieben aber schlecht und entluden sich in wiederholte Kampfhandlungen. Im „Heiligen Krieg“ wurde das Kombinat durch die Intrigen der Geheimorganisation Kokuryu-kai („Gesellschaft des schwarzen Drachen“) empfindlich geschwächt. Diese wollte zu den „alten Werten“ zurückkehren und hatte die höchsten staatlichen und militärischen Ebenen infiltriert, wurde aber letztlich besiegt. Neben diesem internen Konflikt kamen Aktionen von Blakes Wort hinzu.
Mitte des 32. Jahrhunderts hat sich das Kombinat weitgehend stabilisiert, das nun von einer Nebenlinie des Hauses Kurita regiert wird. Hauptgegner sind um 3145 die Vereinigten Sonnen, gegen die das Kombinat erfolgreich vorging: Prinz Caleb Davion fiel 3144 bei Kämpfen, während Kurita-Truppen Robinson erobert haben, die Hauptwelt der Mark Draconis der Vereinigten Sonnen.
Konföderation Capella
Gegründet 2367 als Reaktion auf die aggressive Außenpolitik der Vereinigten Sonnen und regiert von der Familie Liao, Zentralwelt ist Sian (ursprünglich für kurze Zeit Capella). Der Herrschertitel lautet Kanzler. Sie ist von der chinesischen Kultur dominiert und besitzt eine große russische Minderheit. Amtssprache ist Mandarin. Die Konföderation war ursprünglich ein föderaler Zusammenschluss verschiedener Staaten (darunter der Tikonov-Union, der Kommunalität Capella und des St. Ives-Paktes), der erst im Laufe des 24. Jahrhunderts zunehmend zentralisierter und autoritärer wurde. In der Konföderation herrscht ein Kastensystem. Die Bürgerrechte muss man sich durch Verdienste an Staat und Allgemeinheit erarbeiten, weshalb Capellaner in der Regel sehr patriotisch eingestellt sind. Mit dem Bürgerrecht gehen verschiedene Vorteile einher, so die Kastenmitgliedschaft, freie Bildung und Krankenversorgung sowie Rentenansprüche. Wenngleich die Konföderation eher einem Polizeistaat gleicht, sind alltägliche Repressalien eher unüblich, solange man keine staatliche Kritik äußert.
Der Kanzler genießt die Alleinherrschaft und eine ganz herausragende Stellung. Die symbolische Verbindung mit dem terranischen Kaiserreich China ist durchaus beabsichtigt, da der Kanzler auf dem himmlischen Thron in kulturgeschichtlicher Nachfolge der alten chinesischen Universalherrscher betrachtet wird. Wenngleich der Kanzler sehr weitreichende Befugnisse hat, ist er nicht völlig losgelöst von anderen staatlichen Institutionen. So besteht daneben eine Adelskammer (dessen Einfluss auf die Politik des Kanzlers schwankend ist), die wiederum die Mitglieder des Präfektorats ernennt, dem höchsten Beratergremium des Kanzlers, dessen Zustimmung für Steuergesetze, Militärbudget und verschiedene Offiziersernennungen erforderlich ist. Die Mitglieder können auch nicht vom Kanzler abgesetzt werden, so dass dem theoretischen Absolutheitsanspruch zumindest gewisse Grenzen gesetzt sind und dies auch durchaus so beabsichtigt war, als man die Macht des Kanzlers in militärischen und außenpolitischen Fragen stark ausbaute.
Die Konföderation Capella sah sich bis Mitte des 26. Jahrhunderts drei Hauptfeinden gegenüber: der Liga Freier Welten, der Terranischen Hegemonie und den Vereinigten Sonnen. Wenngleich die Konföderation gerade gegenüber den Terranern oft zurückstecken musste und die Capellaner nie den Verlust der historisch wichtigen Welt Chesterton an die Sonnen vergaßen, war die Konföderation beim Fall des Sternenbunds ein mächtiger Staat mit einer recht großen Industriebasis. Dennoch hat die Konföderation die meisten ihrer Mitgliedswelten im Laufe der Nachfolgekriege an die Liga Freier Welten und die Vereinigten Sonnen verloren.
Die Konföderation hat aber auch herausragende Kanzler erlebt, wobei gerade Frauen in der Krisenzeit des 28. und 29. Jahrhunderts in Anbetracht der Umstände recht erfolgreich waren. Dazu gehören Barbara Liao und Ilsa Liao, die während des Amaris-Putsches und des 1. und 2. Nachfolgekriegs regierten. Barbara Liao bereute zutiefst, dass die Hausfürsten Kerensky nicht mehr unterstützt hatten und öffnete ihm alle notwendigen Militärstützpunkte in der Konföderation, als die Sternenbundtruppen die Befreiung der Terranischen Hegemonie begannen. Gleichzeitig vernachlässigte sich ihre Militär nicht, da sie mit weiteren Kampfhandlungen rechnete. Im 1. Nachfolgekrieg fielen ehemalige Hegemonie-Welten und Systeme der Vereinigten Sonnen an die Capellaner. Gegen die Liga war Barbara Liao weniger erfolgreich: Ihr Feldzug war verlustreich und besonders für die capellanische Flotte katastrophal, so dass Marik mehrere capellanische Systeme erobern konnte.
Ihre Nachfolgerin Ilsa Liao war eine „Kriegerkanzlerin“, die ihre Truppen persönlich ins Feld führte. Ihr Friedensangebot an Haus Davion wurde brüsk abgewiesen, was blutige Gefechte an der Capella-Sonnen-Grenze zur Folge hatte. Ilsa fiel 2828 bei ihrem letzten Feldzug gegen die Vereinigten Sonnen: die Capellaner waren bereits siegreich, als Davion-Mechs ihren Mech erkannten und vernichteten. Der Tod der beliebten Kanzlerin erschütterte die Konföderation, doch es war anschließend wieder eine Frau, Laurelli Liao, die die Konföderation vor dem doppelten Würgegriff von Liga und Vereinigten Sonnen bewahren sollte. Allerdings war ihr Nachfolger Dainmar ein Versager. Otto Liao erfand dann das Prinzip der „elastischen Verteidigung“, das der Konföderation wieder Luft verschaffte.
In der ersten Hälfte des 31. Jahrhunderts begingen Kanzler Maximilian Liao und seine Tochter und Nachfolgerin Romano fatale Fehler. Maximilian glaubte, sich mit Hanse Davion messen zu können, dessen Geheimdienst jedoch die capellanische Führung unterwanderte und so zur katastrophalen Niederlage der Konföderation im 4. Nachfolgekrieg beitrug, in dem die Capellaner die Hälfte ihrer Welten verloren. Maximilian und vor allem Romano waren zudem paranoide Herrscher, die auf Kritik mit brachialen Säuberungen reagierten und so fähige Offiziere und Beamte hinrichten ließen. Beim Tod Romanos 3052 schien es so, als sei ihr Sohn und Nachfolger Sun-Tzu ähnlich labil, zumal er sehr jung Kanzler wurde.
Es war aber Sun-Tzu Liao, der die Konföderation wieder stabilisieren und Welten zurückgewinnen sollte. Im Gegensatz zu seinem früheren unberechenbar wirkenden Auftreten, erwies er sich als kühl kalkulierender Politiker. Er führte chinesische Amtsnamen ein und schuf wieder das alte Generalsamt, das in der Konföderation nach einem Putschversuch hoher Generale lange Zeit unbesetzt geblieben war. Mit dem jungen Offizier Talon Zahn holte er sich einen strategischen Direktor, der Realist war und dem Kanzler das sagte, was den Fakten entsprach; wenngleich Sun-Tzu in gewissen Situationen recht emotional reagierte, war er weit entfernt von dem impulsiven und paranoiden Herrschertyp, für den seine Mutter Romano gestanden hatte. Sun-Tzu und Zahn reformierten das Militär und erweiterten es, Sun-Tzu gewann zudem die Peripheriestaaten Canopus und Taurus als Partner. Damit war ein zentrales Problem des capellanischen Militärs zumindest teilweise behoben: Die Capellaner konnten durchaus Welten erobern, doch um diese anschließend zu halten und weiter vorzustoßen, fehlte es oft an Reserven. Bereits 3057 gewannen die Capellaner Welten von den Davions zurück, bis 3062 fiel auch St. Ives.
Im „Heiligen Krieg“ griff Blakes Wort Sian direkt an, der Kanzler schien dabei getötet worden zu sein. Unter Talon Zahn erhob sich anschließend eine Welle des Patriotismus in der Konföderation, selbst capellanische Dissidenten schlossen sich nun dem Krieg gegen Blakes Wort an. Sun-Tzu hatte jedoch überlebt. Bei der anschließenden Bildung der Republik der Sphäre weigerte sich der Kanzler, capellanische Welten abzutreten; besonders den Verlust von Tikonov war er nicht bereit zu akzeptieren. Die Republik blieb insgesamt erfolgreich, aber Capella gab seine Ansprüche nicht auf.
Nach 3132 nutzte Sun-Tzus Sohn Daoshen Liao die prekäre Lage der Republik. Es zeigte sich, dass die Capellaner nie derart abgerüstet hatten wie die anderen Staaten der Inneren Sphäre (die aber auch geheime Reserven behielten). Damit stieg die Konföderation wieder zu einer erstrangigen Militärmacht auf. Capellanische Truppen eroberten nicht nur mehrere Welten der Republik (darunter Tikonov), sondern griffen auch ihren alten Erbfeind an, die Davions. Nun wiederholte sich in gewisser Weise der Krieg von 3028/30, nur diesmal waren es die Capellaner, die die Davion-Truppen überrannten. Sogar New Syrtis, die Zentralwelt der Mark Capella, fiel 3145 zeitweise an die Capellaner. Um 3145 war die Konföderation wieder eine Großmacht, wie seit dem Fall des Sternenbundes nicht mehr.
In der Konföderation gibt es acht sogenannten Kriegerhäuser, eine Art Kriegerorden mit strengem Moral- und Ehrenkodex. Neue Mitglieder werden im Alter von 12 Jahren auserwählt. Die Mitglieder der Kriegerhäuser sind exzellente Mech-Piloten und werden deswegen auch von der Konföderation permanent mit der neuesten Waffentechnologie versorgt. Die Kriegerhäuser werden als Eliteeinheit vor allem für Überfall-Aktionen eingesetzt. Der Geheimdienst der Konföderation (Maskirovka) ist hoch gefürchtet, ebenso wie die Eliteeinheit der Todeskommandos, die auch die Sicherheit des Kanzlers garantieren.
Liga Freier Welten
2271 gegründet aus dem Zusammenschluss des Marik Commonwealths, der Oriente Föderation und der Prinzipalität Regulus. Sie wird regiert von Haus Marik, Zentralwelt ist Atreus. Der Herrschertitel lautet Generalhauptmann und ist seit der Sternenbundzeit dem Haus Marik vorbehalten. Die Liga war von Anfang an ein loser Zusammenschluss von Klein- und Kleinststaaten, die über das Parlament relativ großes Mitspracherecht haben. Nur durch eine Notverordnung wird die politische Einheit der Liga „für die Dauer der Krise“ (den Nachfolgekriegen) garantiert, wodurch der Generalhauptmann gegenüber dem Parlament über weitreichende Vollmachten verfügt. Die Bevölkerung entstammt verschiedensten Bevölkerungsgruppen: z. B. Deutschland, Indien, den Balkan- und Mittelmeerstaaten und einigen anderen. Durch die politische Zersplitterung kommt es immer wieder zu internen Konflikten in der Liga.
Aufgrund des Internen Notstandsgesetzes von 3030 (infolge des Andurien-Kriegs, als sich dieser Teilstaat loslösen wollte) verfügt Haus Marik über noch weitreichende Vollmachten, so dass faktisch nur das Herzogtum Oriente und die Prinzipalität Regulus ungebrochene interne Souveränität besitzen. Offizielle Amts- bzw. Verkehrssprache ist Englisch (daneben wird jedoch eine Vielzahl anderer Sprachen gesprochen).
In den Nachfolgekriegen hatte die Liga vor allem Expansionsgelüste der Lyraner abzuwehren, während die Liga gegenüber der Konföderation Capella oft eher der Agressor war. Kenyon Marik überrollte mit seinen Truppen im 1. Nachfolgekrieg zahlreiche capellanische Welten. In den folgenden Kriegen zeigte sich die Liga den Capellanern in der Regel gewachsen. Es kam oft auf die jeweiligen Generalhauptmänner an, wie sie die Befugnisse ihres Amtes nutzten und entsprechende Kräfte gegen äußere Feinde mobilisieren konnten. Die Liga war trotz ihrer zersplitterten politischen Lage während der Nachfolgekriege nie existentiell bedroht, konnte aber auch keine entscheidenden Gewinne erzielen. Im 4. Nachfolgekrieg war die Liga noch durch einen vorherigen Bürgerkrieg geschwächt und verlor rund ein Dutzend Systeme an das Vereinigte Commonwealth.
Unter dem Generalhauptmann Thomas Marik stabilisierte sich die politische Lage in der Liga. Während der Clan-Invasion hat die Liga durch Waffenverkäufe an die anderen Nachfolgerstaaten große wirtschaftliche Erfolge erzielt; die Rüstungsindustrie der Liga (Mechs und Kampfraumschiffe) wurde zur größten der Inneren Sphäre. Daneben gewann aber auch Blakes Wort an Einfluss. 3057 gelang es Thomas Marik, der sich als einer der hervorragendsten Herrscher der Liga erwies, alle im 4. Nachfolgekrieg verlorenen Welten zurückzugewinnen. Dazu hatte sich Marik mit Sun-Tzu Liao verbündet, der mit Thomas’ Tochter Isis verlobt war. Allerdings hielt Marik auch Abstand zu den Capellanern. Politisch war seine Macht gefestigt, das Liga-Militär war so schlagkräftig wie seit der Zeit des Sternenbunds nicht mehr und zudem verfügte die Liga über eine große und schlagkräftige Raumflotte.
Blakes Wort nutzte seinen Einfluss, um bis 3067 Teile der Liga-Streitkräfte zu unterwandern. Als bekannt wurde, dass Generalhauptmann Thomas Marik in Wahrheit ein von ComStar vor Jahrzehnten platzierter Doppelgänger war, kam es zum Putsch. Der „falsche Thomas“ wurde 3069 gestürzt (der echte Thomas Marik erwies sich später als der Meister von Blakes Wort, der dem religiösen Wahn verfallen war), überlebte jedoch. Allerdings saß das entstandene Misstrauen bei allen führenden Politikern der Liga tief. Es kam zum Bürgerkrieg, den Blakes Wort befeuerte und der die Liga zerstörte, die nach dem „Heiligen Krieg“ in mehrere Einzelstaaten zerbrach. Sie wurde rudimentär im Jahr 3139 wiedererrichtet, ist aber weit von ihrer Machtstellung um 3067 entfernt und hat zudem zahlreiche Welten an das neue Wolf Imperium verloren, nachdem sich Clan Wolf im Grenzraum zwischen Commonwealth, Liga und Republik der Sphäre neu angesiedelt hat.
Die Republik Rasalhaag
Sie entstand durch eine Sezession skandinavisch besiedelter Welten aus dem Draconis-Kombinat nach dem 4. Nachfolgekrieg. Amtssprache ist Schwedanisch, eine Mischung aus Schwedisch und Japanisch. Zentralwelt ist Rasalhaag. Mit dem Beginn der Clan-Invasion ist die Republik jedoch auf eine Handvoll Welten reduziert worden. Durch die starken Verluste der ComGuards im „Heiligen Krieg“ sah sich die kleine Republik zunehmend schutzlos feindlichen Streitkräften ausgeliefert und schloss sich 3070 mit Clan Geisterbär zum Geisterbären-Dominion zusammen.
Der St. Ives-Pakt
Er entstand gegen Ende des 4. Nachfolgekrieges durch eine Sezession der capellanischen Kommunalität St. Ives unter der Ägide der designierten Thronfolgerin Candace Liao. Der Pakt ist eng mit dem Vereinigten Commonwealth verbündet. Zentralwelt ist St. Ives. In den Jahren 3060 bis 3062 wurde der St. Ives-Pakt von der Konföderation Capella zurückerobert.
„Chaos-Marken“
Hinzu kommen Dutzende von Kleinststaaten und unabhängigen Welten in den Chaos-Marken (der ehemaligen Mark Sarna des Vereinigten Commonwealths), die im Zuge der Marik-Liao-Offensive auf das Vereinigte Commonwealth 3057 entstanden. Keiner der drei Nachfolgerstaaten konnte genug Kräfte zusammenziehen, um sie zu sichern, wodurch sie ihre Unabhängigkeit erkämpfen konnten. Die meisten Welten der Chaos-Marken gehörten einst zur Konföderation Capella.

#### Peripherie
Daneben existieren an der Peripherie gelegene kleinere Staaten. Sie sind technologisch weniger stark entwickelt als die fünf großen Nachfolgestaaten und tendieren zu starker Eigenständigkeit, zumal sie im Vereinigungskrieg in den Sternenbund gezwungen wurden und erst im späten 28. Jahrhundert ihre volle Unabhängigkeit wieder gewannen. Canopus, Taurus und die Außenwelt-Allianz sind weniger stark staatlich reglementiert als die Nachfolgestaaten. Es existieren auch kleinere Siedlungen in der sogenannten tiefen Peripherie, die aber kaum entwickelt sind.
- Das Magistrat Canopus (gegründet 2530): Es wird von Haus Centrella matriarchalisch regiert und ist mit seiner freizügigen Kultur und seinen hervorragenden Sanatorien ein sehr beliebtes Urlaubsziel. Zentralwelt ist Canopus. Das Magistrat ist seit dem Jahr 3058 mit der Konföderation Capella verbündet. Kanzler Sun-Tzu Liao und Kronprinzessin Naomi Centrella sind sich zugetan.

- Das Taurus-Konkordat (gegründet 2335): Es wird regiert von Haus Calderon und ist der größte Peripheriestaat. Seit der Zwangseingliederung in den Sternenbund in den Vereinigungskriegen, hat das Konkordat besonders schlechte diplomatische Beziehungen zu den Vereinigten Sonnen. Zentralwelt ist Taurus. Das Konkordat ist schon lange lose mit dem Magistrat Canopus alliiert. Etwa seit dem Jahr 3060 ist es auch mit der Konföderation Capella verbündet.

- Die Außenwelt-Allianz (gegründet 2413): Sie wird regiert von Haus Avellar und muss sich um einen Kurs strikter Neutralität zwischen dem Draconis-Kombinat und den Vereinigten Sonnen bemühen. Das Militär der Allianz bevorzugt Luft-/Raumjäger. Mitte der 3060er Jahre kam eine Expeditionsstreitmacht Clan Schneerabes in die Außenwelt-Allianz, wurde aber von Allianz-Jägern klar besiegt. Die Schneeraben waren so beeindruckt, dass es zu einem regen Austausch mit der Allianz kam. Zu Dark-Age-Zeiten sind beide in der Schneeraben-Allianz verbunden.

- Die Republik der Randwelten (2250 bis 2779): Ein großer Peripheriestaat am Rande des Lyranischen Commonwealths und diktatorisch regiert von der Familie Amaris. Sie diente dem Usurpator Stefan Amaris als Machtgrundlage, doch wurde die Republik von Sternenbundtruppen unter Kerensky erobert, die Welten der Republik fielen anschließend weitgehend an das Lyranische Commonwealth.

- Die Marianische Hegemonie: Sie ist ein militaristischer Staat an der Grenze zur Liga Freier Welten. Die Herrscherfamilie heißt O’Reilly. Die Zentralwelt heißt Alphard und trug dank ihrer großen Germanium-Lager zum Reichtum dieses kleinen Staats bei. Die Marianische Hegemonie hat praktisch alle benachbarten Staaten mindestens einmal angegriffen. Die Hegemonie ist lose mit Blakes Wort verbündet.

- Die Randgemeinschaft: Sie ist ein Zusammenschluss von sechs ärmlichen Welten an der Peripherie-Grenze des lyranischen Gebietes und wird demokratisch regiert.

- Die Hanseatische Liga: Sie wurde von lyranischen Flüchtlingen gegründet und liegt tief in der Peripherie. Sie ist isolationistisch, unterhält aber begrenzte Handelsbeziehungen zu einigen Clans. Für die Clans ist die Liga zu ärmlich und ideologisch zu unbedeutend, um erobert zu werden.

Hinzu kommen einige kleine Piratenkönigreiche.

#### ComStar und Blakes Wort
Die interstellare Kommunikation wurde zunächst exklusiv von Comstar angeboten. Später kam Blakes Wort als Konkurrent dazu.
ComStar
ComStar, gegründet vom letzten Kommunikationsminister des Sternenbundes, Jerome Blake, hat nach dem Ende des Sternenbundes die interstellare Kommunikation (ermöglicht durch sogenannte Hyperpuls Generatoren, kurz HPG genannt)  monopolisiert. Zentralwelt ist Terra, welches Blake nach dem Fall des Sternenbunds mit Hilfe ehemaliger Sternenbundtruppen sichern konnte (darunter die 151. Royal BattleMech Division, die sich nicht dem Exodus anschließen wollte). Nach dem Tode Blakes entwickelte sich ComStar jedoch zu einer pseudo-religiösen Bewegung, die ihren Gründer Blake und dessen Schriften fanatisch verehrt und auf den Tag wartete, an dem die Menschheit in völliger Barbarei versinkt, um sie dann wieder „an das Licht zu führen“ – zumal ComStar auf Terra viele, ansonsten längst verlorene Technologien hortete.
ComStar wird vom sogenannten Ersten Bereich geleitet. Dieser besteht aus einem gewählten Oberhaupt, dem Primus oder der Prima, und den Präzentoren der Zentralwelten der Nachfolgerstaaten, welche für die geschäftlichen Verhandlungen mit diesen verantwortlich sind. Ihnen untergeordnet sind weitere Präzentoren und Demi-Präzentoren, welche die Interessen ComStars auf einzelnen Planeten schützen bzw. die Armee ComStars, die ComGuards, befehligen. ComStar verfügt auch über einen eigenen Geheimdienst (ROM), der recht gefürchtet ist, sowie über ein Explorer-Corp, das Forschungsaufgaben wahrnimmt. Die Standardwährung der Inneren Sphäre ist ComStars C-Note (C-Bill).
Die Bestände der ComGuards stammen weitgehend aus der Zeit des Sternenbunds (und sind somit den Haustruppen technologisch über-, den Clans jedoch unterlegen), wurden in den 3050er Jahren aber auch durch Neuentwicklungen ergänzt. ComStar verfügte zudem über einige Kampfraumschiffe aus der Zeit des Sternenbunds. Der Kommandant der ComGuards trägt den Titel Präzentor Martialum. Es gelang den vollkommen unerfahrenen ComGuards, die der Präzentor Martialum Anastasius Focht durch langes Training zu einer furchterregenden militärischen Einheit geschmiedet hatte, die Clans auf Tukayyid 3052 zu besiegen. Im Gegensatz zu den meisten anderen Militärs der Inneren Sphäre, hat Focht die ComGuards von Beginn an als kombinierte Waffengattung (Mechs, Panzer, Infanterie und Luft-/Raumverbände) konzipiert; so können bereits Level-II-Einheiten der ComGuards aus unterschiedlichen Waffentypen (z. B. Mechs und Panzer) bestehen.
Blakes Wort
Im Jahr 3052 kam es zum Schisma innerhalb ComStars. ComStar wurde zu einem säkularen Unternehmen umstrukturiert. Die religiösen Fanatiker innerhalb ComStars wollten das nicht hinnehmen und flohen in die Liga Freier Welten. Dort gründeten sie Blakes Wort. Seither liefert sich Blakes Wort einen permanenten wirtschaftlichen und geheimdienstlichen Kleinkrieg mit ComStar. Während ComStar seine Dienste nahezu ausschließlich in den Nachfolgerstaaten (mit Ausnahme der Liga) anbietet, hat Blakes Wort sein Geschäftsfeld auf unabhängige Planeten und die Peripherie verlagert. Es war Blakes Wort, das den „Heiligen Krieg“ im Jahr 3067 begann, der erst mit der Befreiung Terras durch eine Koalition im Jahr 3081 endete. Blakes Wort hatte ein Terrorregime auf mehreren Welten etabliert mit passenden „Umerziehungslagern“. Es stellte sich später heraus, dass der „wahre Meister“ von Blakes Wort der „echte Thomas Marik“ war (siehe oben zur Liga Freier Welten), der bei ComStar untergetaucht war, während sein Double bis 3069 die Liga regierte, wobei der „Meister“ vollkommen dem religiösen Wahn verfallen war.

#### Berühmte Söldnereinheiten
Im 31. Jahrhundert sind Menschenleben entbehrlicher als Technologie. Im Rahmen der langen Kampfhandlungen zwischen den verschiedenen Häusern und den diversen Kleinkriegen, waren Söldnereinheiten schon vor dem Sternenbund immer von Bedeutung, da ihr Einsatz die eigenen Truppen schonte. Söldnereinheiten existieren von Lanzengröße (4 Mechs) bis hin zu den großen Einheiten, die mehrere Regimenter umfassen. Der Ruf von Söldnern ist nicht immer der beste, vor allem im Draconis-Kombinat werden sie verachtet. Einige Einheiten haben jedoch eine sehr gute Reputation und können sich mit den besten Haustruppen messen.
- Wolfs Dragoner – Eine der berühmtesten und besten Söldnerheiten, die fünf Regimenter und zwei Spezialbataillone sowie starke Luft-/Raumeinheiten umfasst. Die Dragoner tauchten 3005 vollkommen überraschend im Davion-Raum auf und boten ihre Dienste an. Unter dem Kommando von Jaime Wolf (und – bis zu seinem Tod 3015 – Joshua Wolf) verdienten sich die Dragoner einen herausragenden Ruf und kämpften im Laufe der Zeit für alle fünf großen Häuser. Ihr Vertrag mit Haus Kurita endete allerdings 3028 katastrophal und führte zu einer Fehde zwischen den Dragonern und dem Kombinat, dessen Ryuken-Regimenter nach dem Vorbild der Dragoner aufgestellt wurden. 3030 erhielten die Dragoner von Haus Davion den Planeten Outreach, der zur Heimatbasis der Dragoner wurde. 3051 offenbarte Jaime Wolf den überraschten Hausfürsten, dass die Dragoner ursprünglich Clanner waren, die von Clan Wolf als Späher in die Innere Sphäre geschickt wurden. Ihre Geheimbefehle lauteten, dass sie (da Clan Wolf ein Bewahrerclan war, der eine Invasion ablehnte) im Fall einer Invasion den Sphäroiden helfen sollten. Zusammen mit den Kell Hounds unterstützten sie sogar ihren alten Intimfeind Haus Kurita, als dessen Zentralwelt 3052 von Clannern angegriffen wurde.
Da die Dragoner ursprünglich selbst Clanner waren (wenngleich in der Mehrzahl Freigeborene), waren sie mit den Sitten der Clans vertraut. Sie hatten im Laufe der Zeit auch Sphäroiden in ihre Einheiten aufgenommen, doch nun nahmen sie ebenfalls gefangene Clanner bei sich auf. Dies führte jedoch zu internen Spannungen und 3054 zu einem Bürgerkrieg, an dessen Ende Maeve Wolf (ein genetisches weibliches Ebenbild von Jaime Wolf) an die Spitze der Dragoner trat, die zwar weiterhin gegen die Clans kämpften, aber Clan-Traditionen stärker pflegten. Im Laufe des „Heiligen Krieges“ erlitten die Dragoner hohe Verluste (sowohl Jaime als auch Maeve Wolf fielen); sie standen später im Dienst der Lyraner und 3139 sogar im Dienst von Haus Kurita. Nachdem Clan Wolf 3151 die Eroberung Terras gelang, wobei Khan Alaric Ward die Dragoner manipulierte und sie auf Terra hohe Verluste erlitten, sind die verbliebenen Dragoner mit Clan Wolf verfeindet.

- Leichte Eridani Reiterei – Die Reiterei blickt auf eine lange und ruhmreiche Geschichte zurück. Die Einheit wurde 2702 als 3. RKG (Regimentskampfgruppe, einem Eliteverband bestehend aus vier Mech-Regimentern) der Sternenbundstreitkräfte gegründet und nahm an der Rückeroberung Terras durch Kerensky teil, wobei sie ihr 4. Regiment verlor und fortan nur noch aus drei Regimentern bestand. Die Reiterei weigerte sich 2784, am Exodus teilzunehmen und wurde zu einer Söldnereinheit, die viel Wert auf ihre Geschichte und ihren guten Ruf legte. Sie diente der Liga Freier Welten sowie den Häusern Steiner und Davion. Als der Sternenbund 3058 kurzzeitig wiederbelebt wurde, stellte sich die Reiterei, die bis dahin immer noch die alte Sternenbundflagge hisste, sofort zur Verfügung und nahm an der Invasion gegen Clan Nebelparder teil. Im „Heiligen Krieg“ wurde die Einheit faktisch vernichtet, wurde Mitte des 32. Jahrhunderts aber neu aufgestellt.

- Northwind Highlanders – Die Highlander können ihre Geschichte bis in die Zeit der Terranischen Hegemonie zurückverfolgen und stellten während der Zeit des Sternenbunds mit der Black Watch die Leibgarde des Ersten Lords. Es handelt sich um eine stolze Söldnereinheit mit mehreren Regimentern (die Größe variierte im Laufe der Zeit), die einen guten Ruf genießt. Sie standen lange Zeit im Dienst des Hauses Liao, dem sie loyal dienten, bevor sie 3030 in den Dienst der Davions wechselten, da diese ihnen die Heimkehr nach Northwind zusicherten, der geliebten Heimatwelt der Regimenter, zu der sie immer noch Kontakte pflegten. 3057 begannen Marik und Liao eine erfolgreiche Invasion des Vereinigen Commonwealths, das sein Versprechen gegenüber den Highlandern nur teilweise erfüllt hatte. Haus Liao sicherte den Highlandern die volle Souveränität Northwinds zu und so verließen die Regimenter im Kampf den Dienst des Hauses Davion. Sie nahmen anschließend an der Invasion der Clan-Heimatwelten teil. Im „Heiligen Krieg“ erlitten die Highlander hohe Verluste, konnten aber 3077 Northwind von Blakes Wort zurückerobern und beteiligten sich an der Befreiung Terras. Als sich die Republik der Sphäre etablierte, traten die Highlander begeistert bei und gingen im Militär der Republik auf.

- Kell Hounds – Die Hounds sind eine der berühmtesten und besten Söldnerheiten der Inneren Sphäre. Die Einheit wurde 3010 von den Brüdern Morgan und Patrick Kell (letzterer starb 3027) gegründet, die mit dem Herzog von Donegal verwandt sind und gute Beziehungen zu Haus Steiner pflegen. Sie dienten den Häusern Steiner und Davion, wobei die Einheit im Laufe der Zeit bis auf zwei Regimenter anwuchs und gute Beziehungen zu Wolfs Dragonern pflegte. Die Hounds kämpften vor allem gegen Haus Kurita (deren Eliteeinheit Genyosha wurde als Reaktion auf die Erfolge der Hounds gegründet) und später gegen die Clans (so 3052 sogar auf Luthien zusammen mit Wolfs Dragonern und Haus Kurita). Morgans Sohn Phelan geriet in Gefangenschaft des Wolf Clans, wo er später den Blutnamen Ward errang – er war über seine Mutter mit einem der ursprünglichen Blutnamensträgern verwandt – und bis zum Khan aufstieg; 3057 führte Phelan den Teil des Wolf Clans, der zu den Bewahrern zählte, in die Innere Sphäre und schloss sich faktisch als autonome Macht den Lyranern an.

- Gray Death Legion – Die 3025 gegründete Gray Death Legion ist vielleicht gleich nach Wolfs Dragonern und zusammen mit den Kell Hounds die berühmteste und am meisten angesehene Elite-Söldnereinheit der Inneren Sphäre. Sie kann nicht die lange Geschichte anderer Verbände vorweisen, neben Jaime Wolf ist ihr Gründer Grayson Death Carlyle aber wohl der am meisten respektierte Söldnerkommandeur und Stratege. Grayson Carlyle begann seine Karriere auf Trell I, wo er unter den widrigsten Umständen gegen Haus Kurita kämpfte. Bis zum Beginn des 4. Nachfolgekriegs hatte sich der junge Kommandeur aufgrund seiner Fähigkeiten fast schon zur Legende entwickelt. Auf dem Planeten Helm erbeutete die Legion 3028 einen Sternenbund-Datenkern, der zu einer kleinen technologischen Revolution beitrug. Die Legion umfasste später nicht mehr als ein vollständiges Regiment, doch sie galt stets als Eliteeinheit, die zuverlässig war und selbst im Angesicht einer überwältigenden Übermacht einen Sieg erringen konnte. Carlyle selbst war ein Steiner-Loyalist, der sich gegen die Skye-Separatisten stellte. Diese griffen 3065 Hesperus II an, die wichtigste Waffenschmiede Haus Steiners, die die Legion erfolgreich verteidigte, allerdings zu einem hohen Preis: Grayson Carlyle fiel im Kampf, die Legion wurde faktisch aufgerieben.

#### Die Clans
In Isolation, Ressourcenknappheit und Bürgerkriegsgefahr hat sich weit draußen in der Peripherie eine neue Form der menschlichen Gesellschaft entwickelt: Die Clans.
General Aleksandr Kerensky wollte nicht, dass die Sternenbund-Verteidigungs-Streitkräfte und ihr Vernichtungspotential in die aufziehenden Kriege der Nachfolgerstaaten hineingezogen werden. Deswegen gingen er und 80 Prozent der Truppen ins Exil. Nach einer Reise von etwa einem Jahr erreichten sie fünf Planeten, die Pentagon-Welten, auf denen sie sich ansiedelten. Doch schon nach wenigen Monaten brachen unter den Soldaten nationalistische Konflikte aus. Es bildeten sich neue Fraktionen und Kriegsfürsten. Nicholas Kerensky, der Sohn Aleksandr Kerenskys, führte eine kleine Schar von Getreuen in ein weiteres Exil, in den nebenan gelegenen Sternhaufen. Um neue nationalistische Konflikte zu verhindern, gründete Nicholas Kerensky die Clans. Jeder Clan enthielt Mitglieder verschiedenster Nationalitäten und Rassen und bekam ein Totemtier als Symbol. Das Oberhaupt trägt den Titel Khan, sein Stellvertreter Sa-Khan. Das pro-forma-Oberhaupt aller Clans trägt den Titel Il-Khan. Erster Il-Khan war Nicholas Kerensky. (Seine Amts-Nachfolger wurden von den Khanen in Wahlen bestimmt.) Aber jedes einzelne Mitglied der Clans war ein ausgebildeter Soldat. Wie sollte so eine stabile Gesellschaft entstehen? Nicholas Kerensky bestimmte, dass es in Zukunft 5 Kasten geben würde (Arbeiter, Techniker, Händler, Wissenschaftler, Krieger) und dass nur die Krieger das Recht hätten zu kämpfen. Zur weiteren Begrenzung der Kriegsführung wurde ein strenger Ehrenkodex entwickelt, der u. a. Gefechte als eine Abfolge von Einzelduellen festschreibt.
Laut den Legenden der Clans kehrte Nicholas Kerensky mit den 800 Kriegern aller 20 Clans zu den Pentagonwelten zurück, wo er die Kriegsherren stürzte. In diesem kurzen Krieg und dessen Nachwehen bildeten sich die Eigenheiten der einzelnen Clans, was Strategie, gesellschaftliche Schwerpunkte und Philosophie angeht, aus. So stützen sich die Höllenrösser vor allem auf Panzerfahrzeuge, während die Schneeraben sich auf Kampfraumschiffe und die Diamanthaie sich auf Handel spezialisiert haben.
Auch hier folgte ein Goldenes Zeitalter, in dem sich die Clans technologisch und medizinisch vom Niveau der Sternenbund-Technik aus weiterentwickelten. Die Alltagstechnik der niederen Kasten blieb allerdings nahezu gleich.
Aus den 800 Kriegern, die Nicholas Kerensky begleiteten, wurden die Blutnamen und Blutlinien, aus denen in Zukunft Krieger gezüchtet werden sollten. Aus einer anfänglichen Gleichberechtigung hat sich eine Zwei-Klassen-Gesellschaft aus natürlich geborenen Menschen (Freigeborene, als Schimpfwort: Freigeburt) und künstlich Geborenen (Wahrgeborene) entwickelt. Diese stellen in der Kriegerkaste die dominierende Gruppe dar. In einem streng reglementierten Verfahren (zu dem auch Duelle gehören) können sie einen Blutnamen erringen, was auch alleinig den Fortbestand ihres genetischen Erbes garantiert.
Die Clans entwickelten sich zu faschistoiden, kriegerischen Staaten, zwischen denen nahezu permanent Krieg (gemäß ihren strengen Regeln) herrschte. Dadurch, dass nahezu alle Clans über viele der 25 bewohnbaren Welten des Sternhaufens verstreut waren, kam es ständig zu Grenzscharmützeln.
Durch die Ressourcenknappheit und die feindliche Umgebung der Siedlungswelten, wurde Terra zu einem mythischen Ort verklärt, an dem es keine Not gibt. Terra wurde zur unterbewussten Sehnsucht der Clans und zum Sinnbild der verlorenen Reichtümer des Sternenbunds.
Im Laufe der Zeit bildeten sich zwei Fraktionen: Die Kreuzritter wollten die Innere Sphäre erobern und den Sternenbund gewaltsam neu errichten. Der Clan, der Terra schließlich erobern würde, sollte als Il-Clan über alle anderen herrschen. Die Bewahrer wollten hingegen den Völkern der Inneren Sphäre als Mentoren zur Verfügung stehen und sie vor äußeren Gefahren schützen.
In der Abstimmung im Großen Konklave im Jahr 3000 siegten die Kreuzritter knapp. Um die Invasion aber zu verzögern, brachten die Bewahrer den Dragoner-Kompromiss ein. Eine neue Einheit namens Wolfs Dragoner wurde von Clan Wolf aus überwiegend Freigeborenen rekrutiert und mit alten Mechs ausgerüstet. Sie sollten in die Innere Sphäre fliegen und dort als Söldner so viele militärische Informationen wie möglich sammeln. Zwischen 3005 und 3028 kämpften sie für und gegen jeden Nachfolgerstaat. Im Jahr 3019 erhielten die Anführer der Dragoner noch einen weiteren Auftrag: Der damalige Khan der Wölfe, Kerlin Ward, ein Bewahrer, befahl ihnen im Geheimen, die Innere Sphäre so gut wie möglich auf den Angriff der Clans vorzubereiten und ihnen als Berater zu dienen. Er ließ außerdem ihre Sternenkarten löschen, wodurch diese keinen Möglichkeit mehr hatten erneut mit den Clans in Kontakt zu treten. Dies blieb aber sogar vor den restlichen Dragonern geheim.
Im Jahr 3048 wurde dann aber im Diana-System vom Clan Nebelparder ein Schiff des Explorer Corps Comstars gefunden und aufgebracht. Durch Verhöre der Mannschaft erfuhren die Clans, was sich in den letzten 300 Jahren in der Inneren Sphäre zugetragen hatte. Angst machte sich breit, die Nachfolgerstaaten könnten sie finden. Aber auch Wut und der Wille, die Nachfolgerstaaten zu stürzen, die den glorreichen Sternenbund zu Grunde gerichtet hatten.
Nach Art der Clans wurde in Duellen festgelegt, welche Clans denn nun angreifen würden. Die Clans Jadefalke, Wolf, Geisterbär und Nebelparder siegten. Der Il-Khan verfügte, die Clans Stahlviper, Novakatze und Diamanthai sollten als Reserve dienen, für den Fall der Fälle. So begann die Invasion 3050. Da für die Innere Sphäre dieser Angriff völlig überraschend kam, und sie auch technologisch schlechter da standen konnten die Clans fast unaufhaltsam vorrücken. Insbesondere die Wölfe, obwohl ein Bewahrerclan, machten die größten Gebietsgewinne. Dies kam zum einen dadurch, dass die Clans Phelan Kell gefangen nahmen und dieser Informationen über die Verteidigung zum Tausch dafür preisgab, dass der Zivilbevölkerung sowenig wie möglich geschadet wurde. Zum anderen kämpfen die Wölfe gegen die Republik Rasalhaag, welche erst wenige Jahre zuvor unabhängig wurde und noch kaum militärische Verteidigung besaß.
Die Invasion kam erst zu einem Halt, als der Il-Khan durch einen zufälligen Treffer eines Kamikaze-Fliegers getötet wurde, und die Khans der Clans daher zu ihrer Heimatwelt zurückkehrten um einen neuen Il-Khan zu wählen. Durch eine Intrige der Kreuzritter, angeführt von Khan Elias Crichell von den Jadefalken, wurde Khan Ulric Kerensky vom Clan Wolf zum neuen Il-Khan gewählt. Die Jadefalken wollten ihn so demütigen, da er eigentlich ein Bewahrer war, aber als Il-Khan nun eine Kreuzritter-Politik durchsetzen musste.
Während dieser Waffenruhe führten die Wolfs Dragoner (siehe oben unter Söldnereinheiten) ihren Auftrag aus, die Innere Sphäre gegen die Clans vorzubereiten. Es wurden sowohl militärische Kommandeure ausgebildet, als auch Friedens- und Handelsverträge zwischen den Nachfolgestaaten ausgehandelt.
Als die Clans die Invasion 3051 fortsetzten waren sie zwar immer noch fast unaufhaltsam, aber nicht mehr mit der hohen Geschwindigkeit des Anfang der Invasion. Da die Wölfe Rasalhaag erobert hatten, fühlten sich die Clans Nebelparder und Novakatze herausgefordert, ebenfalls eine Zentralwelt zu erobern. Sie griffen Luthien, die Zentralwelt des Draconis-Kombinats an. In langen blutigen Gefechten drohten die Verteidiger zu unterliegen, bis Prinz Hanse Davion von den Vereinigten Sonnen ihnen Verstärkung schickte. Beide Staaten hatten für die Dauer der Clan-Invasion einen Waffenstillstand geschlossen, aber Hanse Davion fand eine Lücke im Vertrag: Söldner waren ausgenommen und so schickte er ein großes Kontingent nach Luthien, um seinen alten Feind zu retten. Die Nebelparder und Novakatzen erlitten schwere Verluste und mussten sich zurückziehen.
ComStar hatte den Clans in der Inneren Sphäre als Verwalter gedient, um die Zivilisten zu schützen. Aber als sie erfuhren, dass Terra ihr Ziel war, forderten sie die Clans zu einer Schlacht heraus. Präzentor Martialum Anastasius Focht von ComStar handelte mit Il-Khan Ulric Kerensky eine Entscheidungsschlacht auf dem dünn besiedelten Planeten Tukayyid aus. Wenn die Clans 14 festgelegte Städte, zwei pro Clan, von den ComGuards erobern würden, hätten sie gewonnen. In der Tradition der Clans unterboten sich die Clans mit den Truppen, die sie aufstellen würden, um einen frühen Startplatz und herausfordernde Ziele zu erhalten. Die Wölfe verloren das Bieten und wurden Letzte, was aber von Il-Khan Ulric Kerensky so geplant war: Er wusste, dass die meisten Clans noch zu sehr in ihrer Scheinwelt der begrenzten Kriegsführung verhaftet waren und das nicht Feuerkraft, sondern Ausdauer und Strategie würden diesen Krieg entscheiden. Die Nebelparder durften als erste angreifen und stürzten sich in einen Sturmangriff. In den Sümpfen und Schluchten erwarteten sie aber endlose Hinterhalte, die sie zusammenschmolzen, bis die ComGuards sie mit einem Gegenangriff zurücktrieben. Die anderen Clans wurden mit einer ähnlichen Taktik besiegt. Die Jadefalken und Geisterbären konnten immerhin ein Unentschieden erreichen, da sie jeweils eine der beiden Städte eroberten, die Geisterbären mit roher Feuerkraft und die Jadefalken mit einer waghalsigen Flussüberquerung. Nur die Wölfe siegten: Sie hatten als Einzige genügend Munition und Ersatzteile mitgebracht und rückten methodisch vor. Den Nachschub hielten sie immer in der Nähe der Frontlinie, um sich bei jeder Pause neu ausrüsten zu können. Den völlig unerfahrenen ComGuards war es gelungen, die Clans zu besiegen. Die Clans verloren und waren nun durch die Vereinbarung gezwungen, für 15 Jahre, nicht weiter als Tukayyid vorzurücken.
Zu diesem Zeitpunkt in der Zeitlinie von Classic Battletech (3052) existieren noch folgende Clans:
- Clan Blutgeist: Er ist nach dem Teamgeist der Clans benannt und hatte früher Botschafter bei allen anderen Clans, die sogenannten Il-Chi. Er versteht sich als Verkörperung der alten Clan-Ideale und ist besonders konservativ. Die Blutgeister gehören zur Kreuzritter-Fraktion und haben sich auf ihre Heimatwelt in Isolation zurückgezogen.

- Clan Coyote: Er ist nach den verwilderten terranischen Kojoten benannt, die auf allen Clan-Welten ausgesetzt wurden. Clan Kojote ist ebenfalls sehr konservativ und erfand einst das Prinzip des Omnimechs. Clan Kojote gehört zu den Bewahrern und steht nach einer Zeit des Niedergangs wieder vor einem Aufschwung.

- Clan Diamanthai: Dieser Clan wurde als Clan Seefuchs, benannt nach einer fleischfressenden Meeresechse, geboren. Clan Schneerabe züchtete aber Diamanthaie, die die Seefüchse nahezu ausrotteten. Clan Seefuchs beantragte vor dem Großen Konklave eine Namensänderung und konnte sich in Widerspruchstests durchsetzen. Seitdem herrscht Kalter Krieg zwischen den Diamanthaien und den Schneeraben. Clan Diamanthai ist auf Handel und Gewinnmaximierung fixiert und aufgeschlossen für neue Ideen. Er erfand das Plaudernetz (ein alle Clan-Heimatwelten umspannendes ziviles Kommunikationsnetz) und nutzte als Erster das Harjel (eine Substanz, die selbstständig Panzerungslücken abdichtet). Clan Diamanthai hat begrenzte Handelsbeziehungen zum Drakonis-Kombinat aufgenommen und gehört zu den Bewahrern.

- Clan Feuermandrill: Er ist nach den Mandrillen wegen ihres starken Zusammenhalts benannt. Schon in seiner Anfangsphase konkurrierten die Blutshäuser miteinander, wodurch der Clan zurzeit in sechs etwa gleich starke Fraktionen (Kindraas genannt) gespalten ist. Durch die internen Kämpfe sind Feuermandrill-Krieger erfahren und abgehärtet. Manche Kindraas sind Bewahrer und manche Kreuzritter. Auch haben die Kindraas verschieden gute Verhältnisse zu verschiedenen Clans.

- Clan Geisterbär: Er wurde nach einem Eisbären-artigen Raubtier benannt. Clan Geisterbär wurde als Einziger von einem Ehepaar gegründet und ist weniger wählerisch als andere Clans bei der Auswahl des Personals für seine Armee: So werden standardmäßig auch Freigeborene rekrutiert und Wahrgeborene erhalten einen zweiten Positionstest. Clan Geisterbär besitzt ein Faible für gepanzerte Infanterie (Elementare). Er war einst ein Kreuzritter-Clan und gehört heutzutage zu den Bewahrern. Inzwischen ist Clan Geisterbär vollständig in die Innere Sphäre umgezogen und siedelt hauptsächlich auf ehemaligen Welten der Republik Rasalhaag. Die Einheimischen dort sind relativ frei.

- Clan Gletscherteufel: Er ist benannt nach einem gefährlichen kleinen Rudel-Raubtier des Eis-Planeten Hector. Die Gletscherteufel sind so aggressiv wie ihre tierischen Namensvettern, wodurch es zu zwei internen Bürgerkriegen kam. Dadurch sind die Gletscherteufel personell und materiell schwach, was aber ihrer Großmäuligkeit keinen Abbruch tut. Clan Gletscherteufel hat die platz- und gewichtssparende Technologie der Clan-Mechs entwickelt und bevorzugt schnelle Mechs und Rudelangriffe. Der Clan gehört zu den Kreuzrittern.

- Clan Goliathskorpion: Er wurde nach einer Skorpionsart des Planeten Babylon benannt. In seiner Anfangszeit hatte der Clan mehr Krieger als Mechs, wodurch ein Aussiebeverfahren mit Skorpionsgift aufkam. Um die erzeugten Visionen ohne die tödlichen Nebenwirkungen zu erfahren, wurde aus dem Skorpionsgift die Droge Necrosia entwickelt, von der fast alle Goliathskorpions-Krieger abhängig sind. Die Goliathskorpione praktizieren eine „Lebende Heraldik“. So sammeln manche Krieger ein persönliches Gefolge um sich, um als Wanderer und Pilger nach Relikten der Vergangenheit zu suchen. Clan Goliathskorpion gehört zu den Bewahrern.

- Clan Höllenrösser: Er wurde nach geklonten fleischfressenden Pferden benannt. Er bevorzugt Panzereinsatz und hat den Phänotypus der 2,50 m großen Elementar-Infanteristen entwickelt. Clan Höllenrösser ist mit den Geisterbären verfeindet und gehört zu den Kreuzrittern.

- Clan Jadefalke: Er ist nach einem genmanipulierten Raubvogel des Planeten Eden benannt. Clan Jadefalke ist sehr konservativ. Durch die großen Verluste der letzten Jahre war der Clan gezwungen, zwischenzeitlich auf minderwertigere Mechs und jüngere, ungeteste Wahrgeborene zurückzugreifen. Clan Jadefalke war der zweite Clan nach Clan Wolf, der eine Freigeborene zu einem Blutnamenskampf zuließ. Er ist traditionell mit Clan Wolf verfeindet und gehört zu den Kreuzrittern.

- Clan Novakatze: Er ist ebenfalls nach einem Raubtier benannt. Die Mitglieder Clan Novakatzes hängen dem Mystizismus nach und legen großen Wert auf persönliche Visionen. Eine Vision war der Grund, wieso sie sich mit dem neuen Sternenbund verbündeten. Deswegen wurden sie von den anderen Clans abgeschworen und mussten in die Innere Sphäre fliehen, wo sie vom Drakonis-Kombinat einige Planeten geschenkt bekamen. Clan Novakatze ist deswegen mit allen Clans bis auf die Exilwölfe und (aus Profitgründen) den Diamanthaien verfeindet. Clan Novakatze gehört zu den Bewahrern.

- Clan Nebelparder: Er wurde nach genmanipulierten Jaguaren benannt, die man auf Strana Metschty ausgesetzt hatte. Clan Nebelparder entwickelte die Waffengattung der Protomechs. Aufgrund ihrer Exotik waren sie sehr wirksam gegen die Truppen der Inneren Sphäre, aber es waren zu wenige gebaut worden, um in der Schlacht um die Heimatwelt der Nebelparder einen Unterschied zu machen.

- Clan Schneerabe: Er ist nach einem rabenartigen Vogel Strana Metschtys benannt. Clan Schneerabe verlor in seiner Anfangszeit viele Bodentruppen und konzentrierte sich danach auf Luft- und Raumstreitkräfte. Hinzu kommt ein Faible für subversive Manipulation. Clan Schneerabe besitzt die größte Raumflotte aller Clans und vermietet auch seine Raumwerften an andere Clans für Wartungszwecke. Sie haben gerüchteweise auch für Clan Geisterbär die Leviathan-Transportraumschiffe gefertigt. Clan Schneerabe gehört zu den Bewahrern. Zu Dark-Age-Zeiten ist er (oder Teile von ihm) mit der Außenwelt-Allianz zur Schneeraben-Allianz verschmolzen.

- Clan Stahlviper: Er ist nach einer Giftschlange des Planeten Arcadia benannt. Dieser Clan ist berühmt für die harte Ausbildung seiner Krieger und seine Diskriminierung von Freigeborenen. Die Stahlvipern sind weder Bewahrer noch Kreuzritter: Sie vertreten die dritte Position einer Zusammenarbeit mit den Nachfolgerstaaten. Trotzdem haben sie an der Invasion der Inneren Sphäre teilgenommen. Sie sind traditionelle Rivalen der Jadefalken.

- Clan Sternennatter: Er ist benannt nach einer genmanipulierten Nattern-Art. Clan Sternennatter orientiert sich nicht so sehr am Clan-System, sondern hat seine Truppen nach Art klassischer Armeen aufgebaut. Auch werden die Clan-Gründer weniger vergöttlicht. Clan Sternennatter hat als einziger Clan eine Kampfgruppe eingerichtet, die mit den ehrlosen Kampftaktiken der Inneren Sphäre experimentiert. Durch die Absorption der Felsengräber besitzen die Sternnattern die zweitgrößte Armee und die zweitgrößte Flotte. Die Sternennattern gehören zu den Kreuzrittern.

- Clan Wolkenkobra: Er ist nach einer geklonten Schlangenart benannt. Clan Wolkenkobra hat eine eigene Religion gegründet, die „der Weg“ genannt wird. Der Clan ist in 19 Kloster gespalten, die aber weit enger zusammenhalten, als die Kindraas der Feuermandrille. Clan Wolkenkobra entwickelte einen Großteil der Klon-Technologie der Clans und zählt immer noch zu den fortschrittlichsten Clans. Er bevorzugt als Truppen Luftstreitkräfte und gehört zu den Bewahrern.

- Clan Wolf: Clan Wolf fühlte sich besonders geehrt durch die Tatsache, dass Nicholas Kerenskys Blutlinie Teil ihres Clans sein sollte. Clan Wolf entwickelte die Waffengattung der gepanzerten Infanterie, die Elementare. Er war ursprünglich ein Bewahrerclan und konnte die Invasion der Inneren Sphäre mit dem Dragoner-Kompromiss hinauszögern. Während der Invasion nahm Clan Wolf Phelan Kell von der Söldnereinheit Kell Hounds gefangen. Wegen seiner Leistungen als Leibeigener wurde er bald in den Clans adoptiert. Protegiert von Ilkahn Ulric Kerensky wurde er schließlich zum Krieger und durfte um den Blutnamen Ward kämpfen, wobei er seinen ärgsten Konkurrenten Vladimir besiegte. Direkt nach der Zeremonie die ihm den Blutnamen zuerkannte wurde er vom Clan Wolf durch Akklamation zum SaKhan gewählt. Khanin des Clan Wolfs war zu diesem Zeitpunkt Natasha Kerensky. Der Waldwolf (engl. Timber Wolf) ist der favorisierte Mech des Clan Wolf. Viele Erfolge der Invasion der Inneren Sphäre gehen auf das Konto dieses Mechs. Seine relative Seltenheit in den Arsenalen der anderen Clans ist bisher jedoch nicht geklärt.
  - Im Jahr 3058 forderten die Jadefalken den Rücktritt Ilkahn Ulric Kerenskys und Ulric bestimmte, dass die Wölfe im Widerspruchstest für ihn kämpfen sollten. Er hatte währenddessen aber einen anderen Plan im Sinn: Er ließ vor allem die Kreuzritter-Elemente der Wölfe gegen die Jadefalken kämpfen, während die Bewahrer mit Khan Phelan Ward (auch Phelan Kell) sich (inklusive einer Kopie des Genfundus der Wölfe) in die Lyranische Allianz absetzten. Auf dem Planeten Morges, der von den Kell Hounds verteidigt wurde, wurden sie von Morgan Kell (Phelan Kells Vater) willkommen geheißen, und es kam zu einer letzten Entscheidungsschlacht, in der die Kell Hounds und die 'Wölfe' die Jadefalken vernichtend schlugen. Fortan bildeten sie die Exilwölfe, die aber von den anderen Clans nicht anerkannt werden. Clan Jadefalke gewann den Widerspruchstest und Ulric fand den Tod. Clan Jadefalke vereinnahmte die Überreste Clan Wolfs. Vladimir vom Haus Ward widersprach der Absorption und tötete Khan Vandervan Chistu im Widerspruchstest. Dies geschah in Absprache mit Khan Elias Crichell um diesem das Erreichen der Position des Ilkhan zu ermöglichen, da Chistu sich u. a. durch die Unterwerfung der Wölfe als aussichtsreichster Kandidat für die Wahl des Ilkhan profiliert hatte. Nach dem Tod Vandervan Chistus wurden die in den Clan der Jadefalken absorbierten Wölfe als Clan Jadewölfe wieder ausgegliedert, danach hielt das Haus Ward ein Blutrecht ab, wodurch Vladimir der Blutname Ward zuerkannt wurde. Infolgedessen wurde Vlad Ward zum Khan der Jadewölfe gewählt, Marialle Radick wurde seine SaKhanin. Elias Crichell wurde vom großen Konklave zum Ilkhan gewählt, nur um unmittelbar nach der Wahl von Vlad Ward in einem Widerspruchstest getötet zu werden. Seitdem ist Marthe Pryde die Seniokhanin der Jadefalken. Vlad Ward gründete nach dem Widerspruchstest den Clan der Wölfe neu, die Jadewölfe gingen in den neuen Clan auf. Phelan Ward wurde durch das Blutrecht des Vladimir Ward der Blutname Ward aberkannt, so dass er nur noch als Phelan bekannt war. Da Ilkhan Ulric Kerensky noch zu Lebzeiten den Blutnamen Kell als Belohnung für die erfolgreiche Durchführung seiner Mission gestiftet hatte, war Phelan von nun an als Phelan Kell bekannt und weiterhin Khan der (Exil-)Wölfe.
  - 3151 eroberten die Wölfe unter Khan Alaric Ward Terra, nachdem die Republik der Sphäre zusammengebrochen war. Damit wurde Clan Wolf zum Ilclan, wobei die Jadefalken praktisch ausgelöscht wurden. Allerdings ist die politische Lage instabil, da sowohl die Clans als auch die Staaten der Inneren Sphäre durch das dunkle Zeitalter und den damit verbundenen Konflikten geschwächt sind.
- Clan Wolf im Exil: Er entstand aus den Bewahrer-Wölfen, die sich in den Arc-Royal-Defensivkordon absetzten und mit den Kell Hounds verbündeten. Er ist daher auch mit der Lyranischen Allianz alliiert und stellt für sie mehrere Garnisonen auf Planeten an der Grenze zu den Jadefalken. Die Exilwölfe besitzen exzellente Krieger, aber ihnen fehlen genügend Fabriken zur Herstellung hochwertiger Clan-Ausrüstung. Deswegen wächst dieser Clan nur sehr langsam. Da der Clan von Abtrünnigen gegründet wurde, gilt er als abgeschworen. Er hat aber Kontakte zu den Novakatzen und den Kojoten, die alte Verbündete der Wölfe sind. Es gibt auch noch inoffizielle Kontakte zu einigen Kreuzritter-Wölfen. Auch gibt es in beiden Wolf-Clans Elemente, die eine Wiedervereinigung herbeisehnen.

Inzwischen ausgelöscht wurden diese Clans:
- Clan Felsengräber: Er wurde benannt nach einem riesigen Insekt des Planeten Eden, das sich mittels Säure durch Felsen bohren kann. Nachdem bekannt wurde, dass die Führung der Felsengräber mit der Banditenkaste kooperiert, wurde Clan Felsengräber im Großen Konklave zu Absorption verurteilt. Clan Sternennatter gewann das Recht zur Absorption. Da beide Clans aber befreundet waren, gab es kaum Kampfhandlungen.

- Clan Mungo: Er verlegte sich auf politische Machtspielchen und Intrigen, was die anderen Clans immer mehr reizte. Sie wurden schließlich von Clan Nebelparder absorbiert.

- Clan Nebelparder: Da er besonders brutal gegen aufständische Zivilbevölkerung vorging, wurde er in seiner Gesamtheit 3061 als abschreckendes Beispiel vom neuen Sternenbund der Inneren Sphäre ausgelöscht.

- Clan Vielfraß/Wolverine: Er gehörte zu den lautstärksten Kritikern der faschistischen Gesellschaft, die Nicholas Kerensky in den Clans aufgebaut hatte, und forderte so unclangemäße Dinge wie Demokratie und persönliche Freiheit. Clan Vielfraß wurde zum Feind aller Clans erklärt. Jüngeren Publikationen zufolge wurde ein Exempel an ihnen statuiert und die „historische“ Wahrheit später durch revisionistische Geschichtsfälschung ersetzt, bei der Clan Vielfraß Untaten angelastet wurden, die sie gar nicht begangen hatten, wie z. B. das genetische Archiv der Schneeraben und ihre Hauptstadt Dhera Dun mit Atomwaffen ausgelöscht zu haben; dies wurde in der Clangesellschaft als derart großes Verbrechen angesehen, dass der Clan danach ausgelöscht und als ungenannter Clan verteufelt wurde. (Tatsächlich wurde Dhera Dun durch eine Verkettung unglücklicher Umstände von Atomwaffen zerstört, die die Schneeraben selbst abgefeuert hatten.) Es gibt jedoch Gerüchte, einige Elemente von Clan Vielfraß seien entkommen.

- Clan Witwenmacher: Er wurde nach einer geklonten Giftspinne benannt, die auf der Schwarzen Witwe basierte. Clan Witwenmacher war mit Clan Wolf verfeindet. Als die Witwenmacher ihre eigene aufständische Zivilbevölkerung angriffen, wurden sie zum Ziel einer Absorption bestimmt. Clan Wolf gewann das Recht zur Absorption. Nicholas Kerensky war während des Gefechts als Beobachter zugegen und starb durch einen Fehlschuss der Witwenmacher-Khanin. Daraufhin scherten die Wölfe sich nicht mehr großartig um eine Absorption, sondern wollten nur noch die Vernichtung der Witwenmacher. Einige Blutlinien wurden von den Wölfen übernommen, aus deren Genmaterial u. a. Natascha Kerensky und Anastasia Kerensky stammen.

## Bekannte BattleTech-Künstler, -Designer und -Autoren
- Randall N. Bills
- Robert N. Charrette
- Loren L. Coleman
- Thomas S. Gressmann
- William H. Keith jr.
- Reinhold Mai
- Ardath Mayhar
- Victor Milán
- Bryan Nystul
- Blaine Lee Pardoe
- Michael A. Stackpole
- Robert Thurston

Für Mechwarrior: Dark Age konnten viele der Romanautoren der klassischen Romanreihe gewonnen werden.